# Simbología del franquismo

Escudo de España durante el franquismo, que incorpora la cartela con el lema «Una Grande Libre», junto con otros motivos heráldicos que añaden a los del escudo tradicional de España (armas de Castilla, León, Aragón, Navarra y Granada, y las Columnas de Hércules con la cartela Plus Ultra) otros tomados del escudo de los Reyes Católicos: el águila de San Juan y el yugo y las flechas que también tomó la Falange (los reyes los habían adoptado por coincidir con las iniciales de Ysabel y Fernando).

La simbología del franquismo es el conjunto de símbolos que se utilizaron en España como referente icónico para identificar visualmente al régimen franquista y a las personas e instituciones que se identificaban con él, y marcar la apropiación simbólica de lugares emblemáticos, muchos de ellos utilizados como espacios de la memoria. Se utilizó masivamente, siguiendo las modernas técnicas de propaganda para conseguir una presencia abrumadora en todos los ámbitos públicos y privados: banderas, escudos, efigies, monumentos, sellos, medallas, insignias, uniformes y distintivos de todas clases.
La ausencia de legitimidad democrática del régimen de Franco impulsó la búsqueda de legitimidades alternativas de corte carismático, en consonancia con el fascismo italiano o el nazismo alemán. La ausencia de crítica interna (prohibida la oposición y hábilmente gestionados por el Generalísimo los contrapesos entre las distintas familias del régimen) produjo desde muy temprano un verdadero culto a la personalidad del Caudillo.[cita requerida]

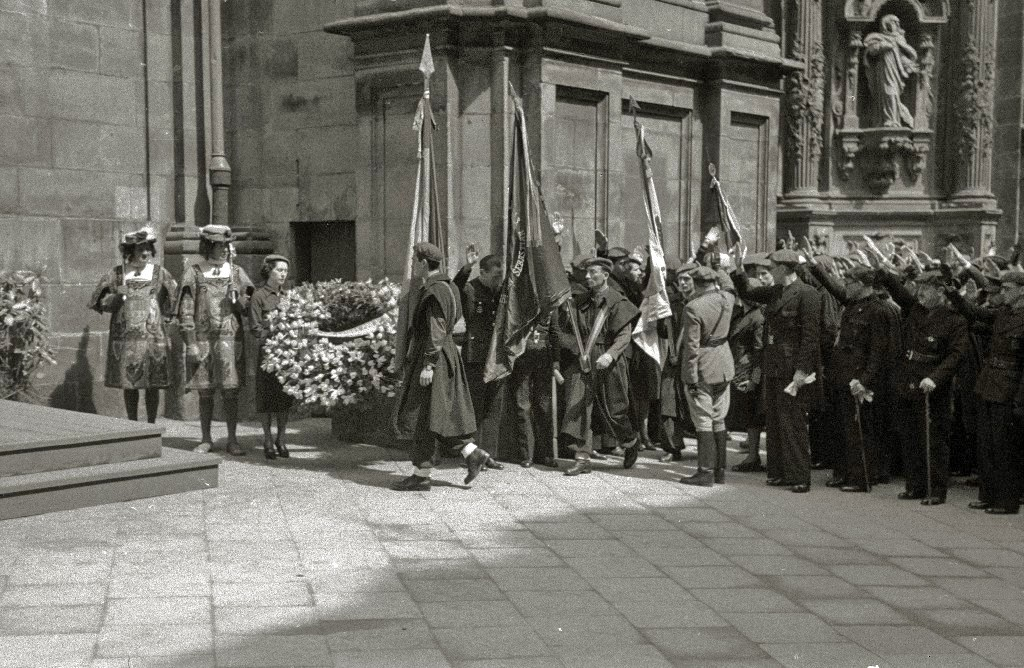
A la derecha, miembros de FET y de las JONS con el brazo en alto a las puertas de la basílica de Santa María del Coro de San Sebastián.

La parafernalia simbólica del franquismo se originó durante la Guerra Civil (1936-1939), tras su exaltación a la jefatura del Estado, adoptando en buena medida la desarrollada en los años anteriores por Falange Española de las JONS, a la que se sumó la de los tradicionalistas o carlistas, y la propia del Ejército (sobre todo de algunos cuerpos particularmente vinculados a Franco, como la Legión Española). De hecho, el partido único creado en 1937 por la fusión de falangistas y tradicionalistas, la Falange Española Tradicionalista y de las Juntas de Ofensiva Nacional Sindicalista (FET y de las JONS), más conocida como Movimiento Nacional, fue dotado con un uniforme que sumaba a la camisa azul falangista la boina roja carlista y los correajes militares (que ya se utilizaban con anterioridad, marcando el carácter paramilitar de la Falange); también incluía una corbata negra como luto por José Antonio. Continuó utilizándose durante todo el periodo de la dictadura de Franco.
A pesar de la retirada de algunos de estos símbolos en los primeros años de la Transición —destacadamente los grandes emblemas de yugo y flechas de la emblemática Casa Sindical (torre de ladrillos construida en estilo racionalista frente al Museo del Prado) y de la sede central del Movimiento (en la calle Alcalá de Madrid) o la recuperación del nombre de calles (por ejemplo, en Madrid, la Gran Vía, hasta entonces avenida de José Antonio, o el paseo de la Castellana, hasta entonces avenida del Generalísimo)— muchos de ellos permanecieron, siguiendo presente en parte la simbología franquista varias décadas después de la muerte de Franco. La denominada Ley de Memoria Histórica, aprobada por el Congreso de los Diputados el 31 de octubre de 2007, estableció la retirada de estos símbolos, obligando a las instituciones públicas a ello, y privando de ayudas públicas a las instituciones privadas que no las retiren; fue objeto de particular redacción lo referente a los símbolos que puedan afectar a la Iglesia católica, introduciéndose una salvaguarda por razones religiosas, junto a la que exceptúa a los monumentos con valor artístico.

## Banderas y emblemas: el «escudo del águila»

Reproducción del modelo de escudo llamado «abreviado» de la España franquista. Se trataba de una versión simplificada del escudo de armas oficialmente aprobado en 1938 para facilitar las impresiones con fines burocráticos, convirtiéndose por su difusión en sellos, billetes de lotería, documentos de identidad y ornamentación arquitectónica, en una de las versiones más popularizadas del llamado «escudo del Águila».

Durante el golpe de Estado de julio de 1936, la mayoría de las fuerzas militares sublevadas usaron la bandera de la República con el escudo de armas vigente, es decir, la bandera «tricolor» con el escudo de la corona mural, que eran los aprobados por la Constitución española de 1931. Sin embargo, los sublevados pronto advirtieron en el terreno operacional la confusión que se creaba a la hora de distinguir sus unidades de las del bando gubernamental, especialmente en los combates aéreos y navales.[cita requerida]

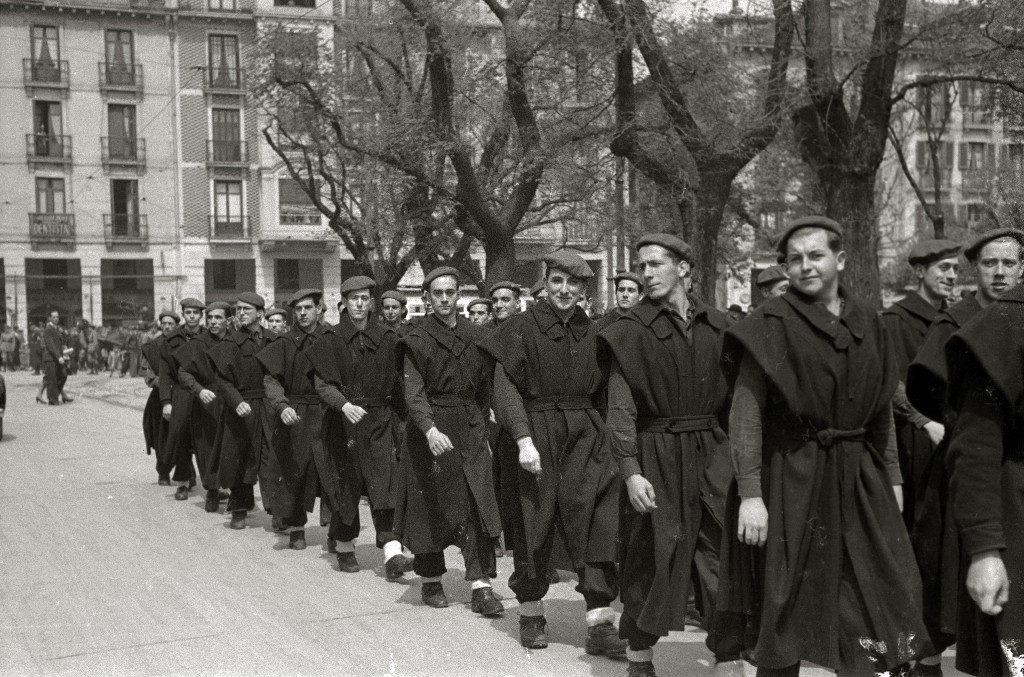
Desfile de miembros del requeté.

Por otra parte, dentro de la heterogeneidad de familias políticas del bando sublevado, los tradicionalistas y requetés en Navarra demandaron ir a los frentes con banderas «rojas y gualdas» o bien, con blancas en las que bordaban aspas rojas, llamadas de 
borgoña o de San Andrés, incluyendo una diversidad de emblemas entre los que había una mezcla de simbología monárquica y religiosa, esta última particularmente dirigida hacia el culto del Sagrado Corazón.
El gobierno de la Junta de Defensa Nacional resolvió esta situación en cuanto al capítulo de banderas, mediante el Decreto de 29 de agosto de 1936, firmado por el general Miguel Cabanellas Ferrer, que restablecía la bandera roja y gualda. Curiosamente, no se hizo referencia ni a las dimensiones ni al escudo, de manera que las fuerzas sublevadas emplearon multitud de escudos distintos. Para resolver esta situación, la Junta completó el Decreto con la Orden de 13 de septiembre de 1936, firmada por el coronel Federico Montaner, por la que se establecía que las formas y dimensiones de las banderas de las unidades del Ejército fueran las mismas de antes de la proclamación de la República y que el escudo fuera el republicano. Finalmente, y tras considerar las pretensiones de la entonces influyente Falange, un nuevo diseño para el escudo fue formalmente descrito y regulado por el Decreto n.º 470 de 2 de febrero de 1938 firmado por el general Franco.

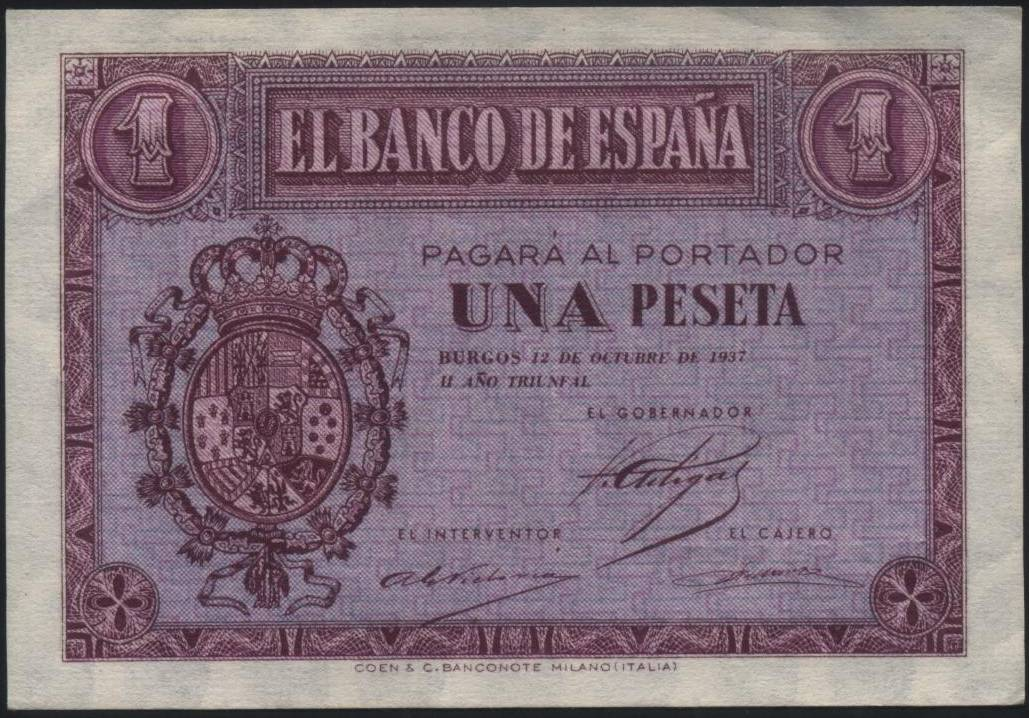
Billete del bando nacional con fecha de octubre de 1937 que muestra el escudo del reinado de Alfonso XIII.

El escudo entonces representativo del bando sublevado y de su ideología, popularizado como el «escudo del águila», sería impuesto al término del conflicto como escudo nacional de España vigente, incluso tras algunos ligeros retoques técnicos aprobados en 1945, no solamente durante el periodo del régimen franquista propiamente, sino también durante el periodo de la Transición democrática hasta 1981, si bien que con ciertas modificaciones de valor simbólico aprobadas en 1977.
Por expresa voluntad del gobierno franquista, el diseño del escudo supuso una novedad con respecto a la tradicional configuración para el escudo nacional desde 1868, momento a partir del cual, las armas de España como Estado dejaron estar asociadas a las de la dinastía reinante, sin perjuicio de emplear los elementos básicos de ésta como era el cuartelado con los blasones de Castilla, León, Aragón y Navarra y «entado» en punta con el de Granada, con la inclusión de otros elementos heráldicos históricos a los que se confirió una distinta simbología:

El haz y el yugo de los Reyes Católicos, cuya adopción como distintivo constituye uno de los grandes aciertos de nuestra Falange, debe figurar en las armas oficiales para indicar cual ha de ser la tónica del Nuevo Estado.

El Águila presente en el escudo de Franco no es un símbolo original del régimen, sino que era ya utilizado en las armas de los Reyes Católicos. Este era el Águila de San Juan que Isabel la Católica incorporó como soporte al escudo por la devoción al evangelista con la que la soberana añadió el lema sub umbra alarum tuarum protege nos («protégenos bajo la sombra de tus alas»). Incluso se hizo coronar reina de Castilla el día de su festividad. Se utilizó una heráldica semejante a la empleada por los Reyes Católicos, sustituyendo las armas de Aragón-Sicilia por las de Navarra, se añadieron las Columnas de Hércules y la divisa Una, Grande y Libre.

Bandera del bando sublevado entre 1936 y 1938
Bandera del régimen franquista (1938–1945)
Bandera del régimen franquista y principios de la Transición (1945–1977)

## El Yugo, el Haz y el nudo gordiano

Escudo de armas de los Reyes Católicos a partir de 1492, con el Águila de San Juan, el Yugo, el Haz de flechas y el nudo gordiano.

### Origen
En la tradición heráldica española, el yugo, con el nudo gordiano y el lema Tanto Monta, como divisa de Fernando y el haz de flechas, divisa de Isabel, fueron elementos que, junto con el ramo de granadas conformaron la divisa personal más difundida de los Reyes Católicos, tal y como fue plasmada en el cancionero de Pedro Marcuello. Esta divisa fue incorporada a la combinación de las armas familiares de ambos esposos a partir de 1475, según se pactó en las capitulaciones de la llamada Concordia de Segovia y de la cual una representación gráfica del escudo que identificaría la reunión de los dos reinos más importantes de la península, es la imagen del escudo más antigua conservada. Según Menéndez Pidal de Navascués (2004, p. 211) la significación de la divisa era por entonces de carácter galante, formando un juego mutuo simbólico fundado en las iniciales de los nombres de ambos esposos, siguiendo una costumbre de la época por la que cada cónyuge empleaba las iniciales de su correspondiente en la firma de documentos, tal y como lo declararon los mismos reyes en 1497 mediante la ordenanza que regulaba el grabado de las monedas de plata, con un significado genuino de igualdad de ambos soberanos.
Atribuidos en su conjunto erróneamente a Antonio de Nebrija, a quien según Menéndez Pidal solo le correspondería la creación del lema Tanto Monta, su interpretación ha sido objeto de diversas conjeturas por distintos autores muchos de los cuales se refieren a explicaciones fantásticas o leyendas infundadas. Propia del Rey era la divisa del nudo gordiano, de arraigo en la corona de Aragón, y que se disponía perpendicularmente al yugo, como así aparece en el cancionero de Marcuello o en los entramados del Palacio de la Aljafería de Zaragoza, pero que en Castilla causó confusión y fue asociado a las coyundas del yugo. Las flechas por su parte fueron representadas en un número variable, pero siempre apuntando hacia abajo. Con el tiempo esta divisa propia de los Reyes Católicos como esposos se difundió a otras composiciones heráldicas, siendo adoptada en alguna de sus variantes como parte de los emblemas no solamente de villas y ciudades, como por ejemplo Ronda, Marbella o Málaga, sino también de Estados como Puerto Rico o los Países Bajos.

### Emblema de la Falange

Bandera de FE-JONS (durante el franquismo, FET-JONS), con el yugo y el haz de flechas. El color negro hace referencia a la pólvora y el rojo a la sangre.

La adopción de este símbolo se produjo a causa de una explicación de un profesor de la Universidad de Granada, Fernando de los Ríos, de inclinaciones socialistas, que en una clase de Derecho Político instruyendo sobre el Estado Fascista y sus símbolos, hizo un apunte en el encerado con un ramillete de flechas entroncadas con un yugo, indicando que ese sería el símbolo del fascismo de haber nacido o surgido en España:

Si algún día hubiese un fascismo español, éste podría ser el emblema.

Un alumno asistente a esa clase, Juan Aparicio López, fue el que insinuó la adopción de este símbolo para las Juntas de Ofensiva Nacional Sindicalista (JONS) de Onésimo Redondo y Ramiro Ledesma. También propuso la bandera roja y negra y el lema «España, una, grande y libre».

Oído el parecer del Consejo Nacional, esta Jefatura ha acordado lo siguiente: sobre el bolsillo izquierdo, en la misma camisa o en un trozo intercambiable de tela del mismo color, irá bordado el emblema de las cinco flechas y el yugo.

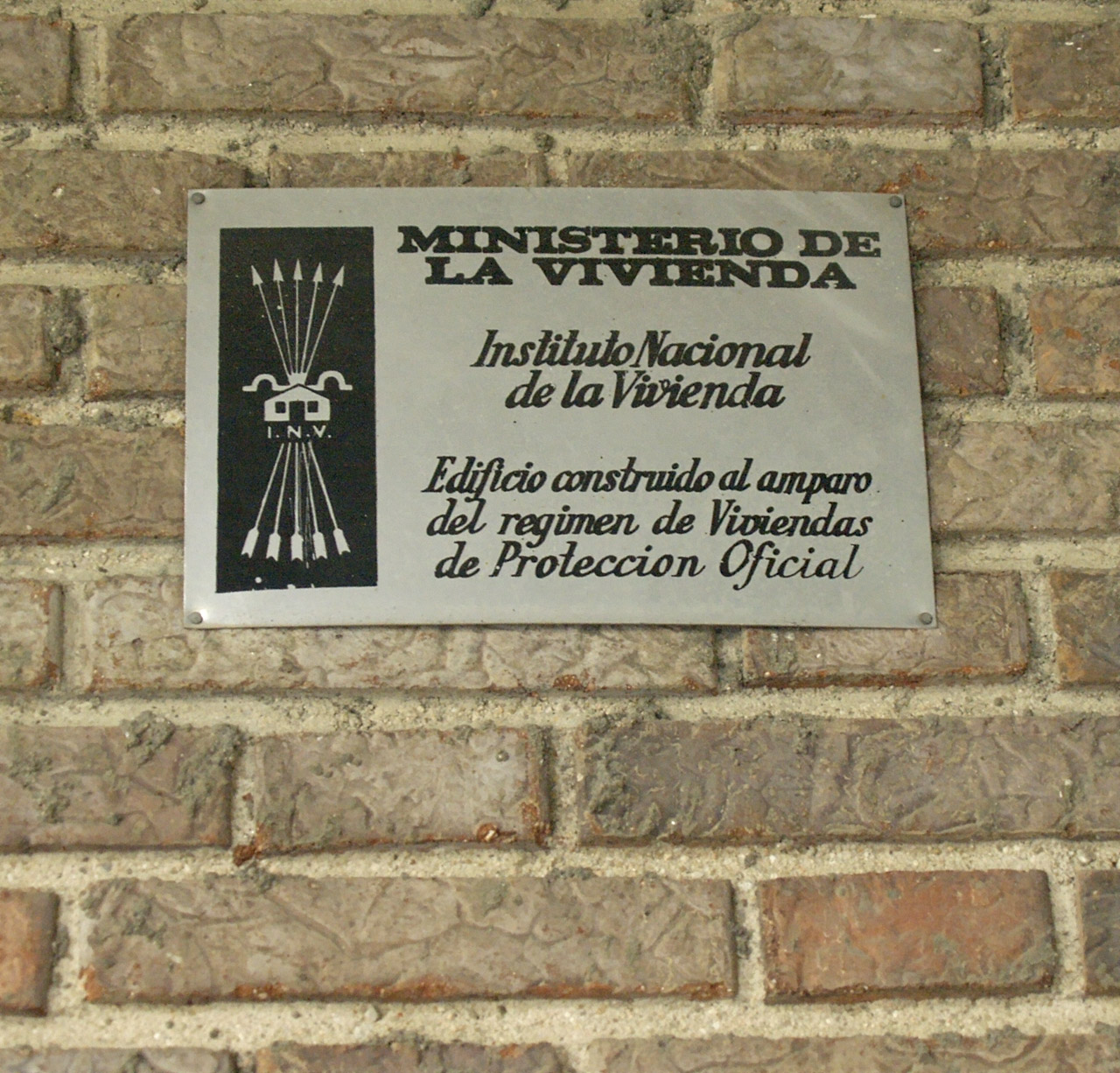
Emblema en viviendas de protección oficial construidas durante el régimen de Franco (Madrid, 2007). El partido único utilizaba la maquinaria sindical del Movimiento Nacional, y con ella la de la FET-JONS, para intentar llevar a cabo medidas nacionalsindicalistas, aunque estas siempre eran muy tímidas. Un ejemplo de ello son las VPO de la etapa del franquismo; una forma de satisfacer las reivindicaciones de Serrano Suñer.

El poeta y militante falangista Rafael Sánchez Mazas evocó en el único número de la revista El Fascio de 1933 las motivaciones para la adopción por parte de la Falange Española de algunos de los elementos de la divisa de los Reyes Católicos, llegando a atribuir su origen a varias de las obras del poeta romano Virgilio (70 a. C.-19 a. C.), el simbolismo de las flechas, como expresión de la guerra evocada en su obra Eneida, y el yugo, para las labores agrarias, basada en las Geórgicas, con el que se pretendía conferir a la divisa un significado propio al ideario falangista:

(..) Repongamos en el escudo yugo y haz. Si el yugo sin las flechas resulta pesado, las flechas sin el yugo corren peligro de volverse demasiado voladoras. Tornemos, más que a una política, a una disciplina, a una conducta, a un estilo, a un modo de ser, a una educación.
Sánchez Mazas, El Fascio, Haz y Yugo, 1927, Madrid, 16 de marzo de 1933.

Para los responsables del ideario falangista, como José Antonio Primo de Rivera, Juan Aparicio, Ernesto Giménez Caballero, Ramiro Ledesma, Orbegozo, que dejaron sus reflexiones en la revista Fascio el emblema elegido también se aproximaba al del fascismo italiano, este a su vez inspirado en el fascio o símbolo de los líctores romanos, mediante la asociación polisémica en español de la palabra "haz", también del latín fasces, que se entiende como haz de flechas o de trigo, o como el imperativo del verbo hacer, adecuándose al espíritu revolucionario que se quería dar a la Falange y a la grave cuestión de la reforma agraria, tema de la actualidad política de los primeros años de la Segunda República. Sánchez Mazas volvía a recordar la intencionalidad simbólica asociando el haz de flechas a un vocablo propio del campesinado, que incluso inspiró un cuento tradicional: el del padre que al morir manda a sus hijos mayores partir un haz, cosa imposible, mientras que el hijo pequeño lo consigue fácilmente quebrando las espigas de una en una. La moraleja es que, permaneciendo unidos como el haz, serán invencibles. El yugo y el haz de flechas querían simbolizar una forma de vida y una forma de gobernar, prudente y a la vez emprendedora:

El yugo sin las flechas resulta pesado, las flechas sin el yugo corren peligro de volverse demasiado voladoras.

El diseño del yugo y el haz de flechas fue descrito en la pragmática expedida por los Reyes Católicos en Medina del Campo en el año 1497, para llevar a cabo su reforma monetaria donde pretendían unificar el sistema monetario además de regular el funcionamiento de las casas de moneda y monederos. 

En las monedas introdujeron el yugo, el haz y el nudo gordiano.
El emblema del Yugo fue el propuesto por Antonio de Nebrija a Fernando como emblema de su esposa Ysabel, que anteriormente le había pedido que el emblema comenzara por Y. El poeta le propuso el Yugo porque fue el objeto al que estaba atada una cuerda con el «nudo gordiano», un nudo que era imposible de desatar menos para quien estuviera destinado a ser el conquistador del mundo. El mismo Alejandro Magno sacó su espada y lo cortó exclamando «nihil interest quomodo solvantur» (poco importa cómo desatarlo), expresión que se tradujo en el aún utilizado "monta tanto tanto monta".

Los miembros y pedazos de España, que estaban por muchas partes derramados, se redujeron y ayuntaron en un cuerpo y unidad de reino. La forma y travazón, del cual casi está ordenada que muchos siglos vivirá y tiempos, no lo podrá romper ni desatar.

Y ofrecido en el año 1516 al emperador Carlos V:

Vuestra alteza debe venir a tomar en la mano aquel yugo que el católico rey vuestro abuelo os dejó, con el cual tantos bravos y soberbios se domaron y en la otra las flechas de aquella reina sin par, vuestra abuela, Doña Isabel, con que puso a los moros tan lejos.

El decreto de 1938, que especificaba el nuevo escudo de armas del régimen, incluyó estos elementos según la disposición usada en el siglo XIV, es decir, con el haz de flechas apuntando hacia abajo, pero a partir de 1945, el nuevo diseño varió esa posición y desde entonces,  el haz apuntaría hacia arriba, aproximándola a la interpretación falangista. Este símbolo fue adoptado por el franquismo como símbolo del nuevo y único partido del régimen, Falange Española Tradicionalista de las JONS (FET JONS), fruto de la unión de Falange Española de las JONS y Comunión Tradicionalista (carlistas) en el que también se integraron miembros del resto de los partidos y grupos derechistas que apoyaban la sublevación y que habían quedado disueltos tras el inicio de la Guerra: la Confederación Española de Derechas Autónomas (CEDA), monárquicos alfonsinos y otros partidos de significación derechista, agrarios, etc.

Yugo y Flechas
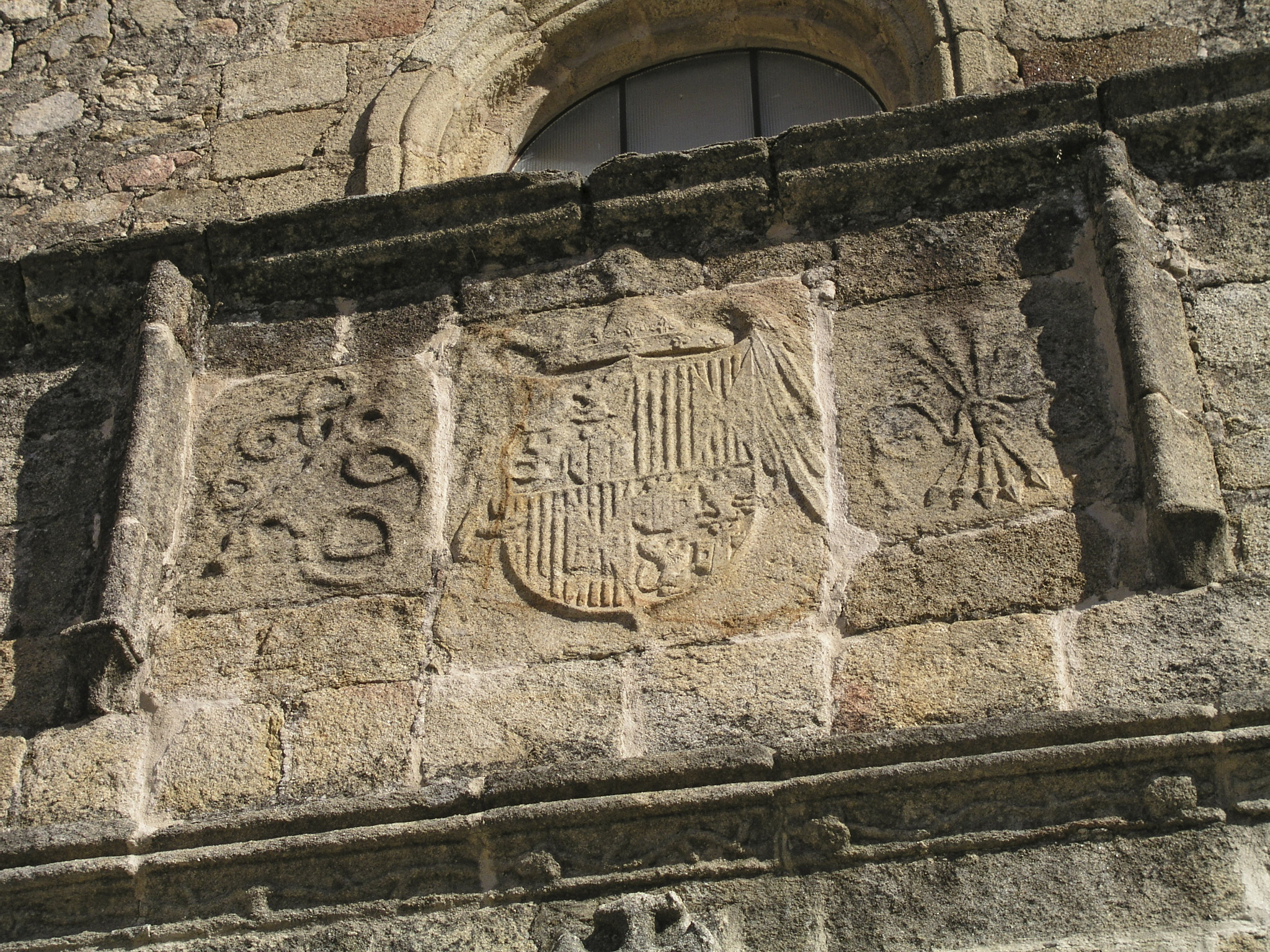
Emblemas de los Reyes Católicos en la fachada de la iglesia de Santiago, de Losar de la Vera (Cáceres), c. 1500.

## El víctor
El víctor es un símbolo acuñado en el Imperio Romano y que derivó del crismón.
A partir del Edicto de Milán en el año 313 de nuestra era, el crismón aparecía en monedas, estandartes y con el tiempo pasó a formar parte también de los escudos de los legionarios romanos. Según la leyenda, al emperador Constantino en sus sueños, la noche anterior a la batalla del Puente Milvio, se le apareció el crismón junto a las palabras de «In hoc signo vinces» («Con este signo vencerás»). Al día siguiente este sustituyó el águila imperial por el crismón o labarum y ganó la batalla. 
Poco a poco fue transformándose en los escudos romanos hasta adoptar otra forma muy diferente. Se había convertido en otro símbolo: el Víctor, "Escudo de la Victoria" o "Victorioso".
Fue adoptado por algunas universidades españolas desde el siglo XIV, como la Universidad de Salamanca y más tarde la de Alcalá de Henares, así como otras lo utilizaron como emblema para los doctores: al obtener este grado, se pintaba el víctor, junto al nombre del doctorado en los muros de la ciudad, con pintura roja o negra (algunos de los antiguos se conservan hoy en día, y la USAL continúa la tradición inscribiendo los nombres de los doctorados en los muros de la facultad correspondiente, junto al símbolo del víctor). 
Por su connotación de victoria, se eligió como símbolo adecuado para el Desfile de la Victoria (celebrado en Madrid el 18 de julio de 1939) y, a partir de entonces, durante toda la dictadura franquista, como emblema propio de Franco. Erróneamente se piensa que fue diseñado por el ocultista Corintio Haza, que habría incorporado al emblema símbolos astrológicos para proteger simbólicamente al dictador.

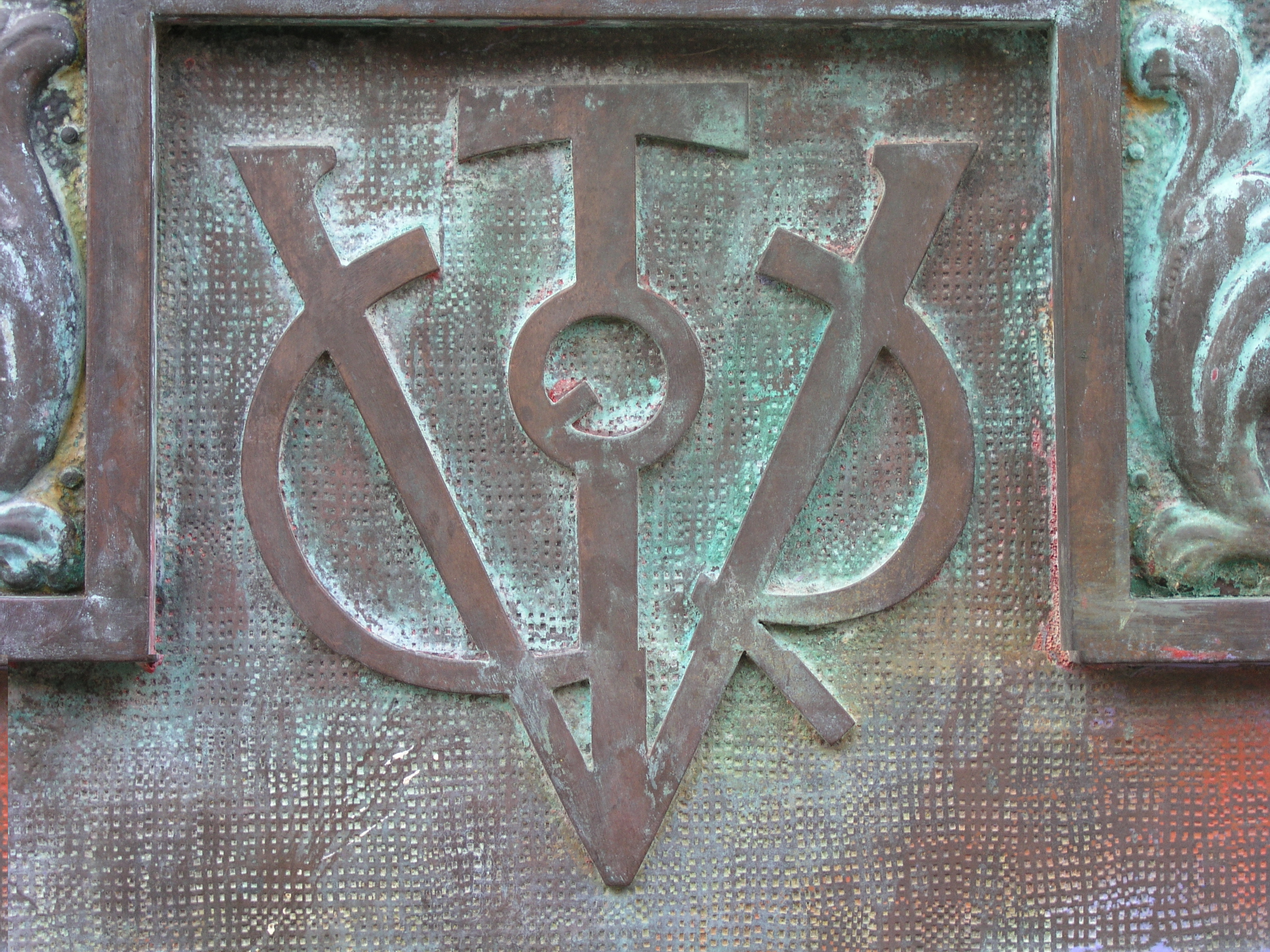
Detalle del víctor. Contiene cada una de sus letras en el símbolo.
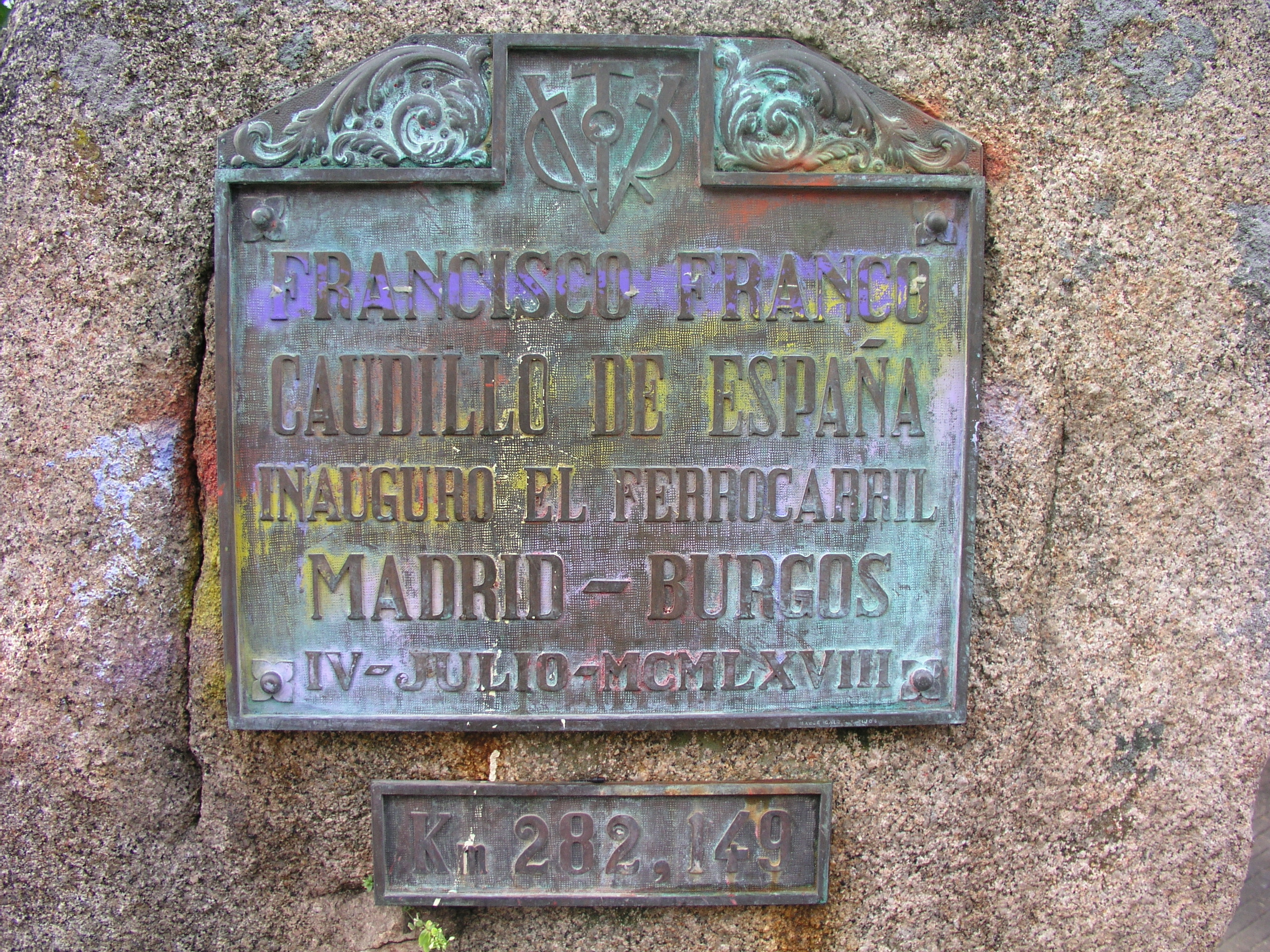
Placa de inauguración del ferrocarril de Madrid a Burgos vandalizada con los colores de la bandera de la Segunda República Española.

## Estandarte, guion y escudo de Franco

Escudo de armas personal de Franco.

El Guion de Franco. «El Guion o Pendón Cabdal (es decir, propio del Cabdillo o Caudillo), es cuadrado, de tres a cuatro palmos (aproximadamente 75 centímetros) de lado, terminando en tres dientes o farpas redondas, con fondo de púrpura, el color nacional por excelencia, cronológica y heráldicamente. Sobre este fondo va bordada en oro engolada la cabeza de dragantes de oro también linguados de gules. Se ven dos columnas de Hércules, la diestra coronada con corona imperial y la izquierda con el coronel español».

En el año 1940 se creó el estandarte y guion que fueron empleados hasta su defunción por el dictador. La propia banda y los dos dragantes contenían las columnas de Hércules con fuste en plata, base y capitel corintio en oro y ambas timbradas con una corona imperial en la columna próxima al lado del mástil y una corona real abierta en la más alejada. La columna del lado más cercano al mástil aparecía colocada en el borde inferior, mientras que la otra lo estaba en el borde superior.
En la creación del estandarte se utilizó de base la Banda Real de Castilla, que era una banda personal de los reyes de Castilla y posteriormente usada por los Habsburgo.
El estandarte, la bandera que fue izada en residencias oficiales, acuartelamientos y naves de la Armada, consistió en una enseña cuadrada con los elementos mencionados.
La Banda de Castilla y las Columnas de Hércules también formaron parte del escudo personal que empleó Franco como Jefe de Estado. En este escudo figuraba asimismo acolada la Cruz Laureada de San Fernando y una corona abierta, sin diademas, denominada corona militar de caudillaje.

## Las estatuas de Franco
Son las representaciones escultóricas que existen de todo tipo del dictador: eran bustos, 
estatuas ecuestres, etc., que, durante el régimen, se colocaban en las plazas o lugares emblemáticos de muchas ciudades españolas.
En cuanto al número y significación de estas estatuas en cada uno de los periodos del franquismo, se ha propuesto una interpretación según la cual hasta el año 1959 (sobre todo en los años cuarenta) se pretendía legitimar el régimen y «perpetuar la memoria de la victoria»; en los años sesenta se rendía «homenaje particular a Franco y a su obra» (en un espíritu coincidente con el de la conmemoración de los XXV Años de Paz –1964–); y en el último periodo (prolongado tras la muerte de Franco hasta 1978) se pretende «fijar la memoria» con un «objetivo inmovilista».
Las estatuas ecuestres más significativas se emplazaron en lugares destacados de Valencia, Santander y los Nuevos Ministerios de Madrid (la original, diseñada inicialmente para la Universidad Complutense en 1959, obra de José Capuz); y con otros modelos en Barcelona, Zaragoza (1948),  Melilla, Ferrol y el Instituto Ramiro de Maeztu de Madrid (1942, de tamaño menor al natural y trasladada en los años ochenta a la Academia de Infantería de Toledo).
Lugares donde se encuentran estas estatuas en la actualidad:
- Ferrol: aquí se halla el símbolo franquista por excelencia en la villa natal de Franco. Estatua de más de seis metros de altura que durante años presidió la Plaza de España y el exterior del Museo Naval de Herrerías, dentro del Arsenal Militar. El Ministerio de Defensa exigió al Ayuntamiento ferrolano la retirada de la estatua ecuestre. El 14 de enero de 2010, el alcalde de Ferrol, Vicente Irisarri, del PSOE, anunció que la corporación local, propietaria de la estatua, había acordado en Junta de Portavoces guardar la efigie en un almacén militar.[37]
- Toledo: se encuentra en un lateral de la fachada principal de la Academia de Infantería de Toledo.[cita requerida]
- Valencia: fue retirada de la Plaza del Ayuntamiento en 1983, en aquel momento del País Valenciano, para ser trasladada posteriormente a la Capitanía General de Valencia, donde estuvo hasta 2010. Actualmente se encuentra en la Base Militar Jaime I, en Bétera.[38]
- Melilla: conservaba la única estatua de Franco de pie que podía contemplarse en una vía pública y que, después de ser retirada en 2005 debido a unas obras que se iban a realizar, se volvió a colocar a unos 50 metros de su anterior ubicación. Esta estatua fue erigida en 1977, dos años después de su muerte. La escultura conmemora la llegada a la ciudad en 1921 del entonces Comandante de la Legión, que desembarcó en la ciudad acompañado del General y fundador de este cuerpo militar Millán Astray, para liberarla de las tropas del líder rifeño Abd el-Krim que la mantenían sitiada.[39] Fue retirada en 2021.
- La Coruña: existen esculturas y placas de Franco en diversos puntos de la ciudad, como la imagen del dictador a caballo rodeado por la guardia mora del Palacio de María Pita.[cita requerida]
- Salamanca: en la Plaza Mayor había un medallón de piedra con su busto, retirado en 2017.[40]
- Oviedo: junto al Parque San Francisco y dentro del complejo de edificios pertenecientes al Gobierno Civil de Asturias, se alza un monumento en el que, hasta 2015, había un medallón de bronce orientado hacia el parque con la efigie de Franco.[41]

### Últimas estatuas retiradas
- El 17 de marzo de 2005 se retiró la estatua situada en los Nuevos Ministerios junto al Paseo de la Castellana de Madrid.[42]
- Guadalajara se acordó el mes de marzo de 2005 retirar la escultura del general Franco de la plaza Beladíez y la estatua de José Antonio Primo de Rivera del parque de la Concordia.[43]
- Un busto que permanecía situado en un lugar público de la Comunidad Valenciana se retiró en septiembre de 2005, en Puebla de Vallbona.[44]
- Una estatua de Franco que se hallaba en el patio de la Academia General Militar de Zaragoza fue retirada en agosto de 2006.[45]
- La última estatua ecuestre de Franco en ser retirada fue la de Santander, el 18 de diciembre de 2008.[46]
- Hasta febrero de 2010, en Ceuta se encontraba un monumento denominado Los pies de Franco, donde estaban sus huellas junto a la única ermita de la ciudad.[47]
- El 6 de abril de 2010, en Valencia, fue retirada la estatua ecuestre de Franco que estaba ubicada en unos de los patios del Convento de Santo Domingo, antigua Capitanía General de Valencia.[48]

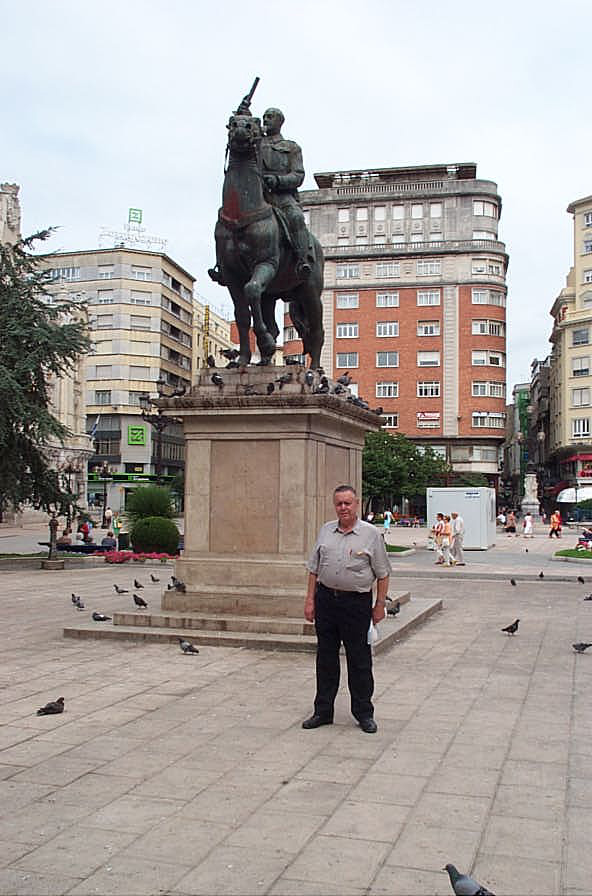
Última estatua ecuestre de Franco, retirada por el ayuntamiento de Santander el 18 de diciembre de 2008.
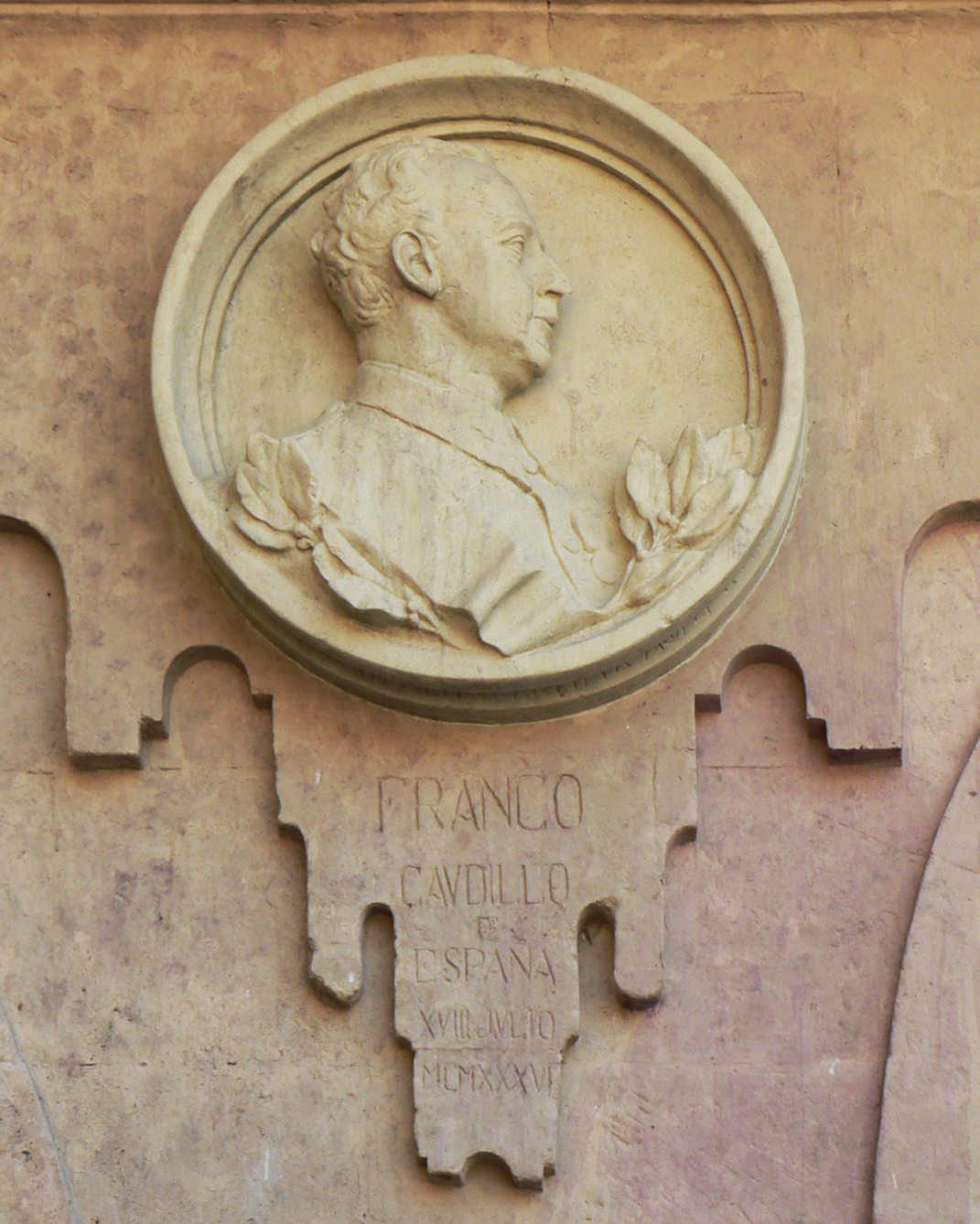
Medallón de Franco en la Plaza Mayor de Salamanca, como parte del programa iconográfico del ágora charra.
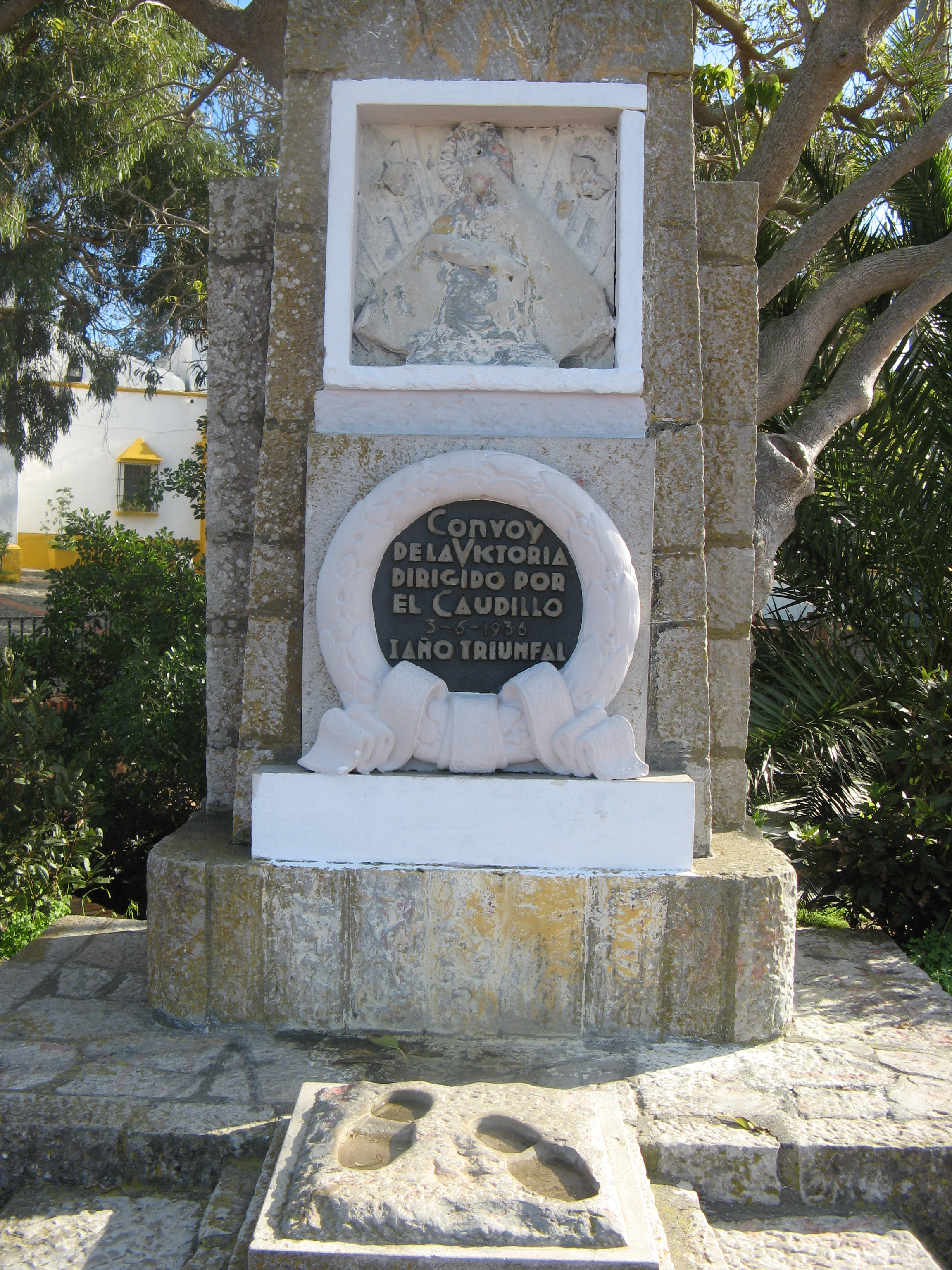
Los pies de Franco, Ceuta.

## Monumentos y placas a los «Caídos por Dios y por España».
Los monumentos y placas por los «Caídos por Dios y por España» se colocaron en muchos pueblos, la mayor parte en el exterior de las iglesias, y contenían una lista de nombres de los muertos de ese pueblo pertenecientes al bando nacional y seguida del grito de «¡Presentes!» similar al de José Antonio Primo de Rivera. Las placas solían estar hechas de mármol y rematadas con bronce o con algún otro tipo de metal, aunque las había de muchos tipos. En ocasiones las placas se colocaban en las paredes de las iglesias o lugar del fallecimiento de las víctimas que aparecían en éstas si había alguna pared cerca; si no se solía también hacer un monumento en forma de cruz o en obelisco de baja altura y allí grababan los nombres o bien adosaban la placa al monumento. En muchos municipios se ha optado por trasladar este tipo de monumentos a los cementerios, y en algún caso se han reconvertido en homenajes a los «caídos» de ambos bandos.
Hubo otro tipo de placas de inauguración de instituciones e infraestructuras, tales como líneas de ferrocarril, estaciones, pantanos, etc., que aún perduran en la actualidad.
Muchas de estas placas y monumentos ni se mantienen ni se retiran. De este modo, quedan expuestas al público que pueda acceder a estos monumentos y placas que se encuentran invadidos por el deterioro o son objeto de vandalismo.

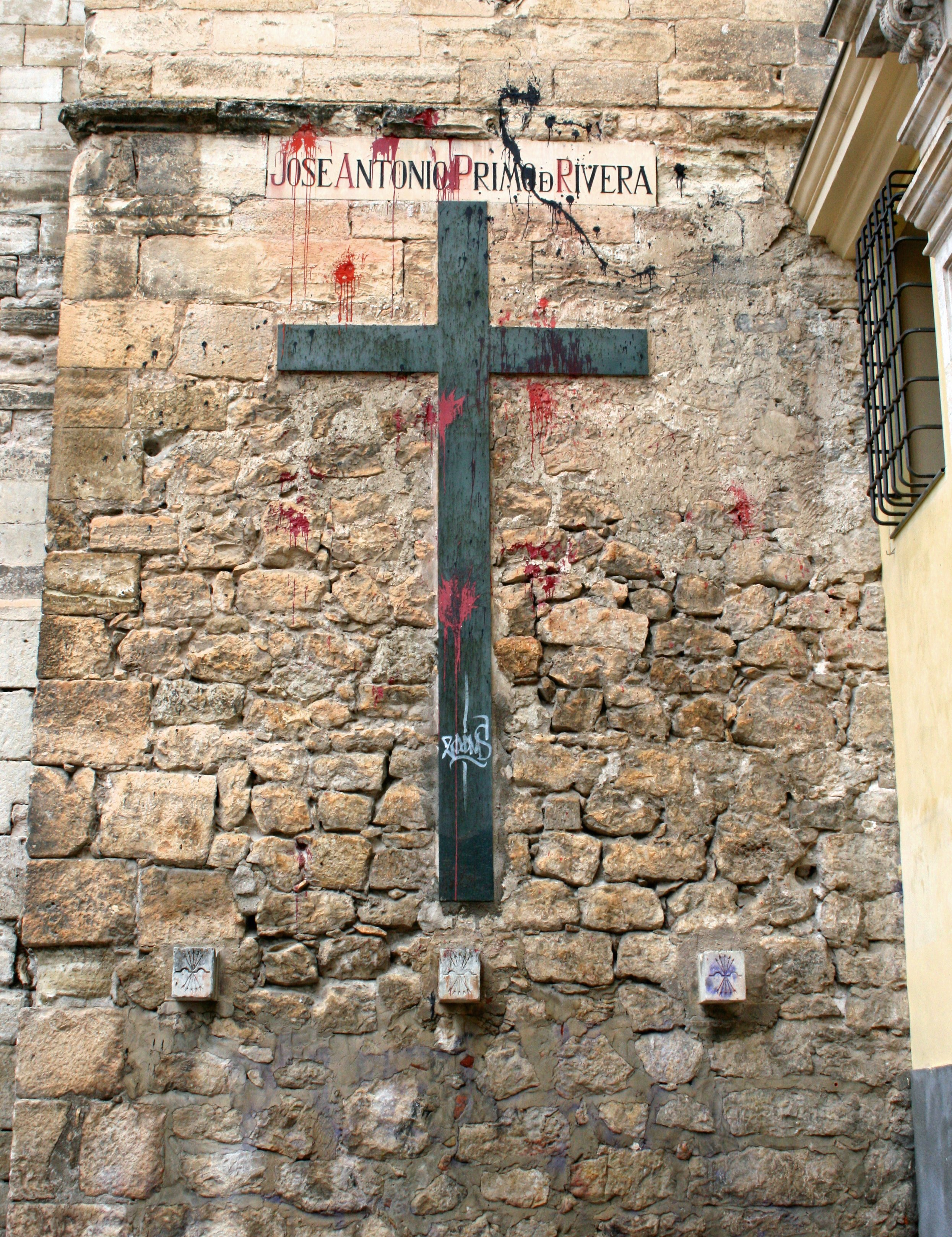
Cruz manchada de pintura roja en la Catedral de Cuenca.
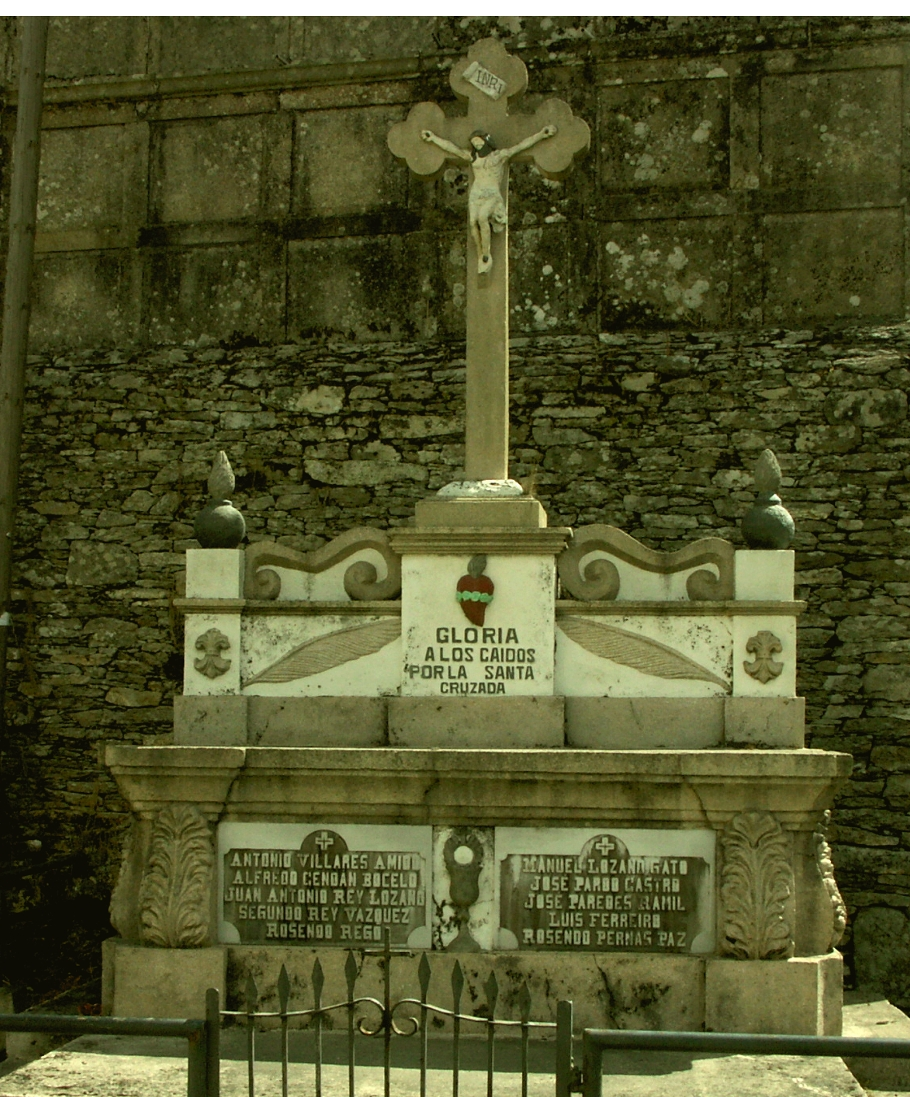
Monumento a los caídos en el cementerio de Goiriz, Villalba, Lugo.
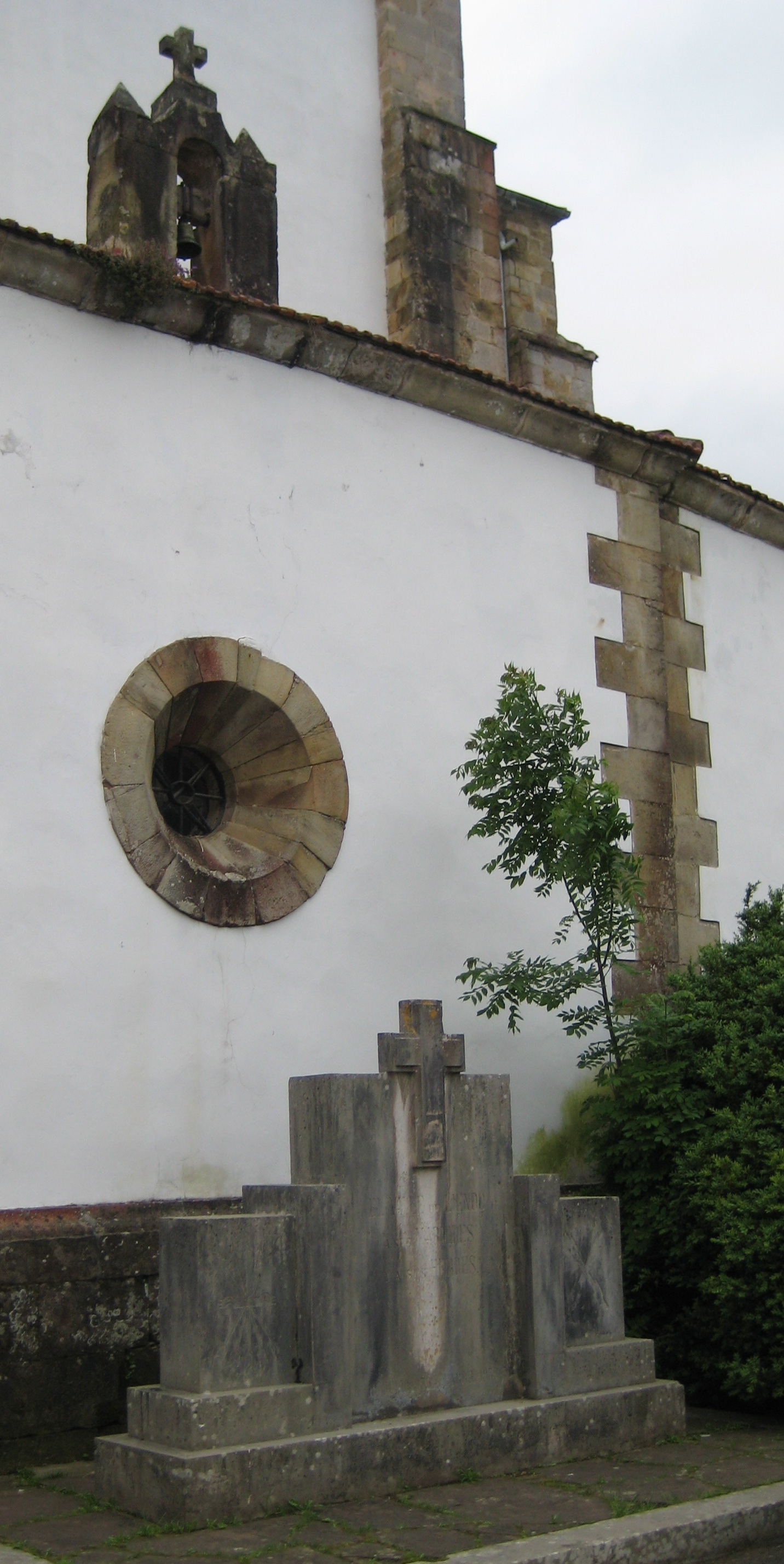
Monumento a los caídos de Liendo, Cantabria.
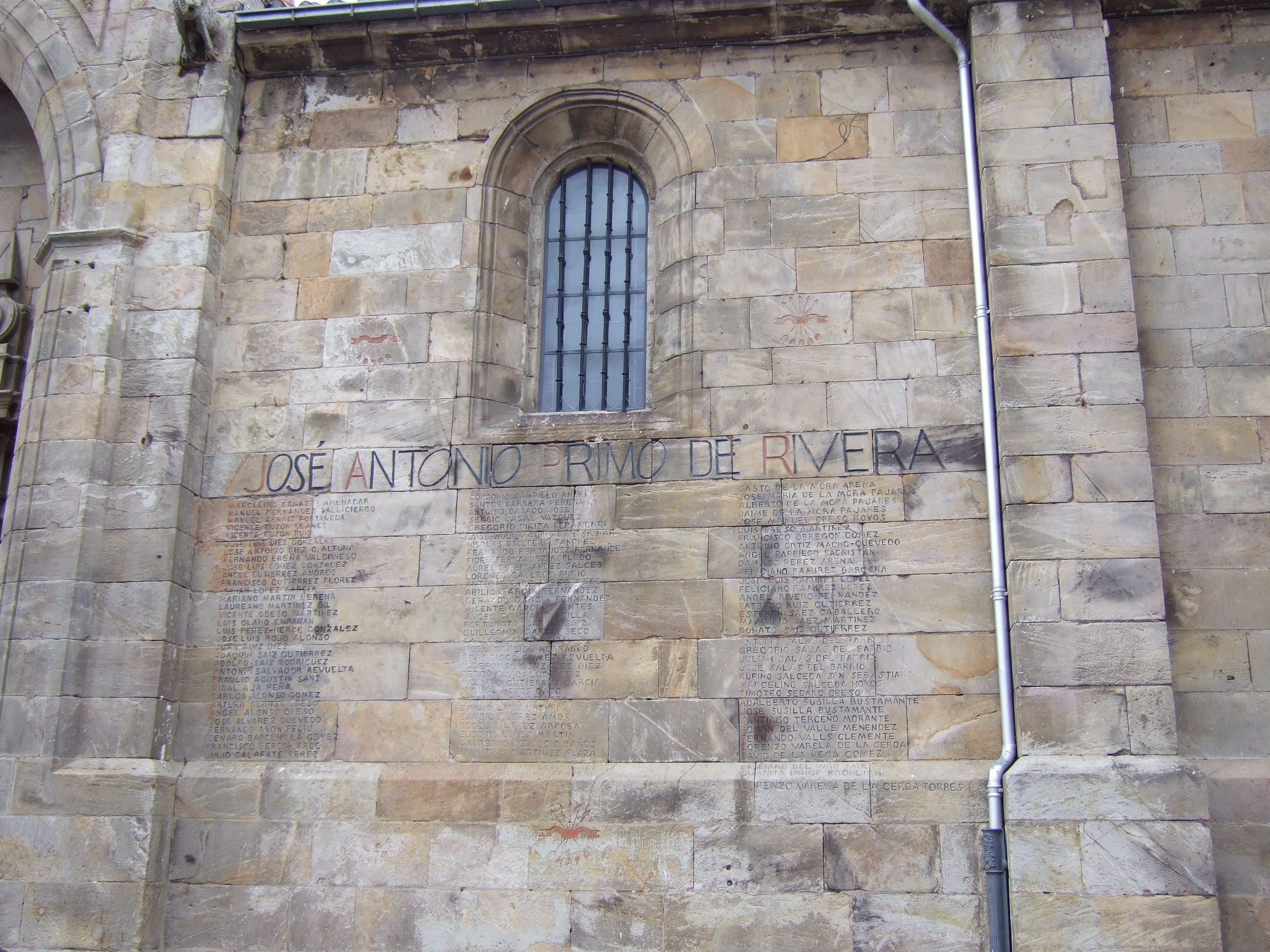
Listado de caídos inscrito en una iglesia de Reinosa, Cantabria.
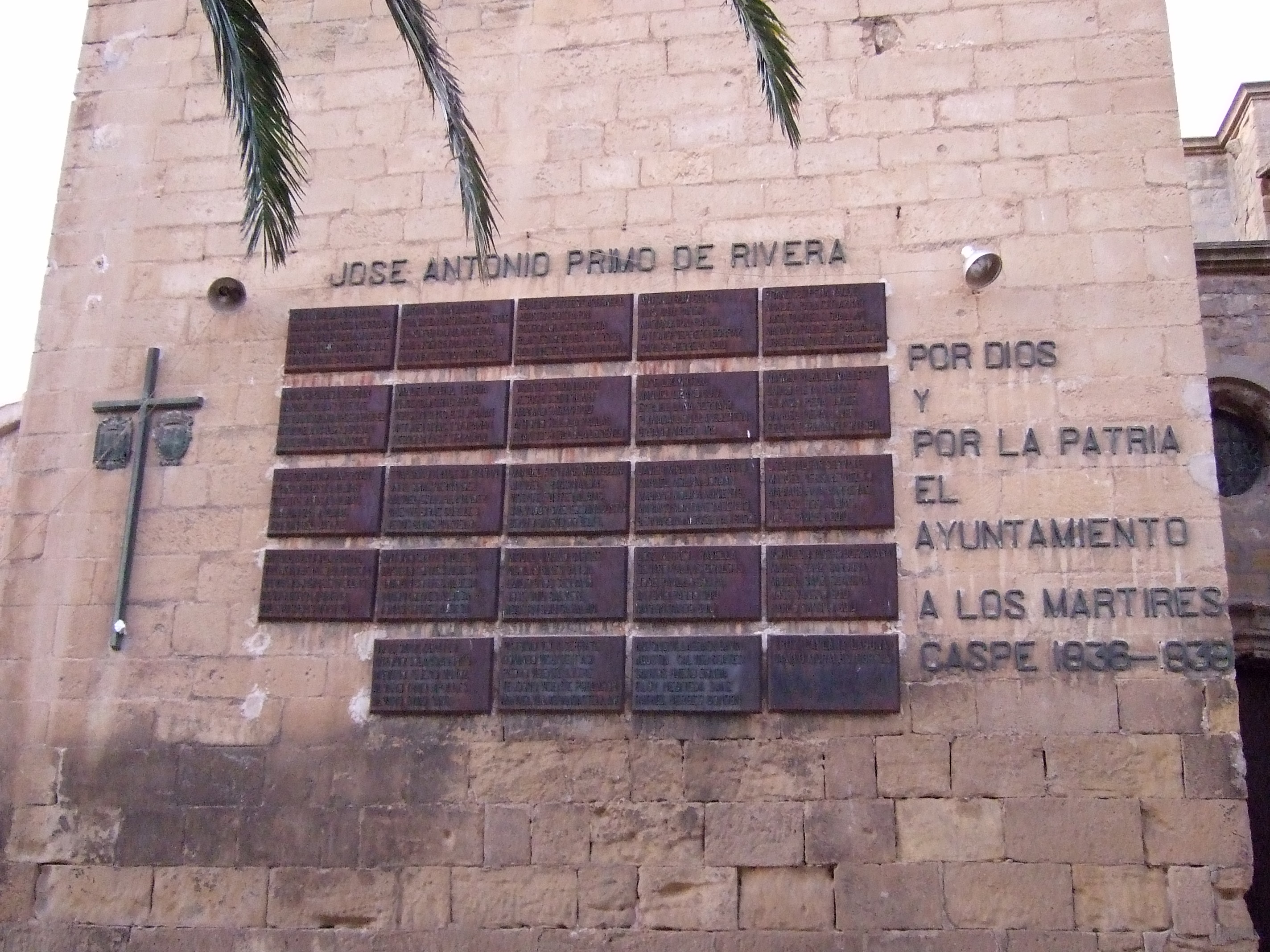
Placas con listado de los caídos de Caspe, Zaragoza.
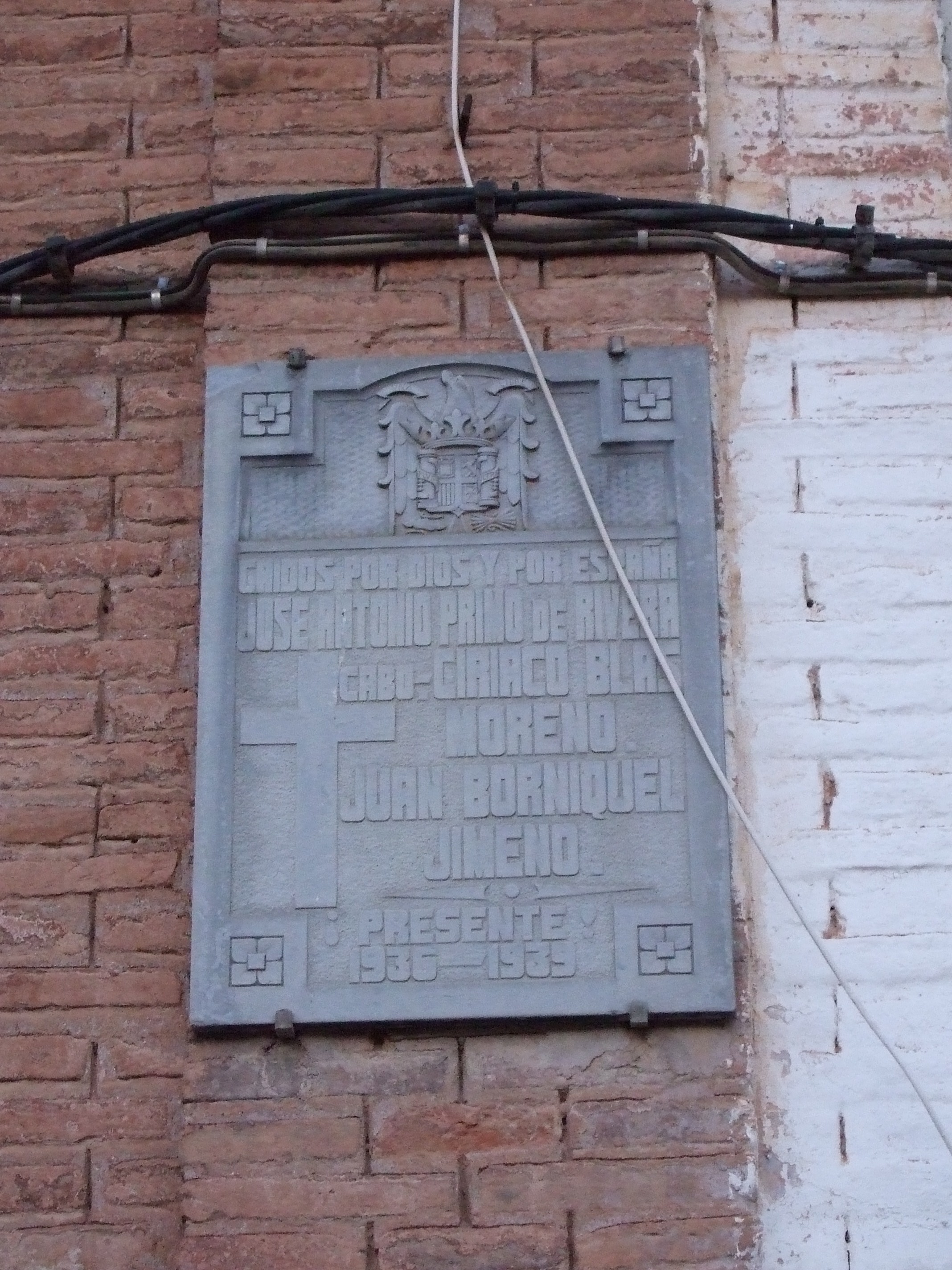
Lápida en Chodes, Zaragoza.
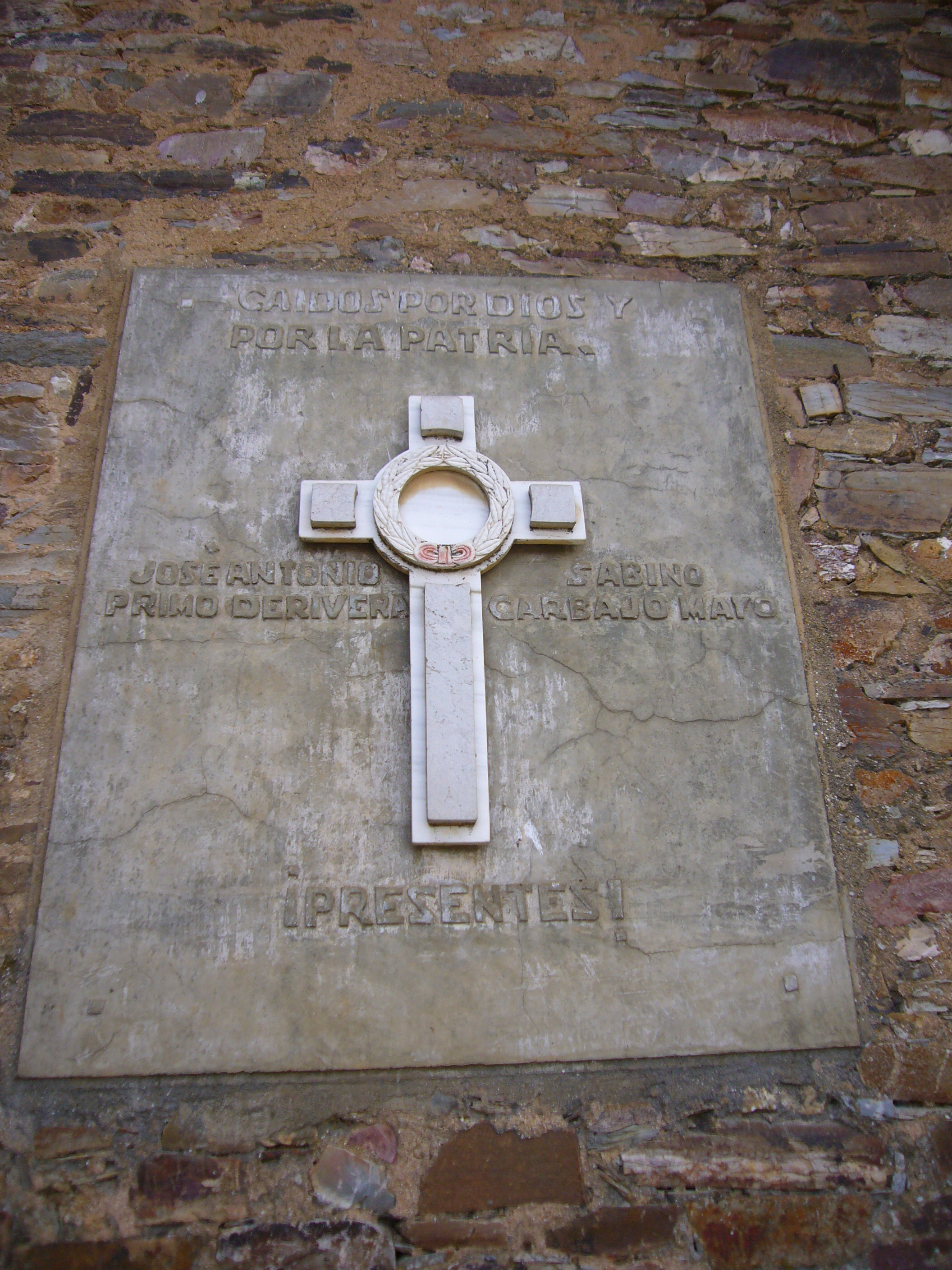
Ferreruela, Zamora.
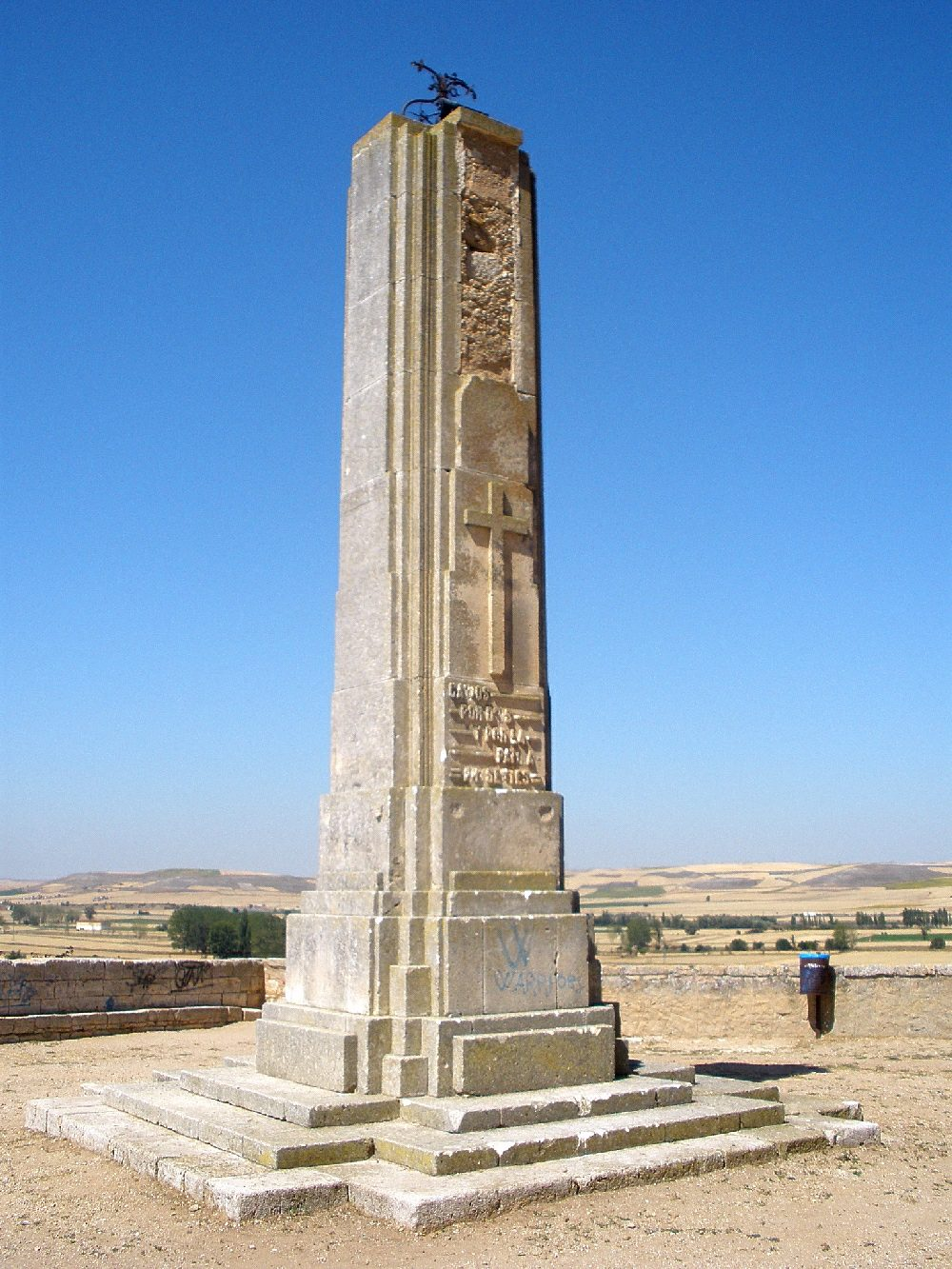
Pampliega, Burgos.
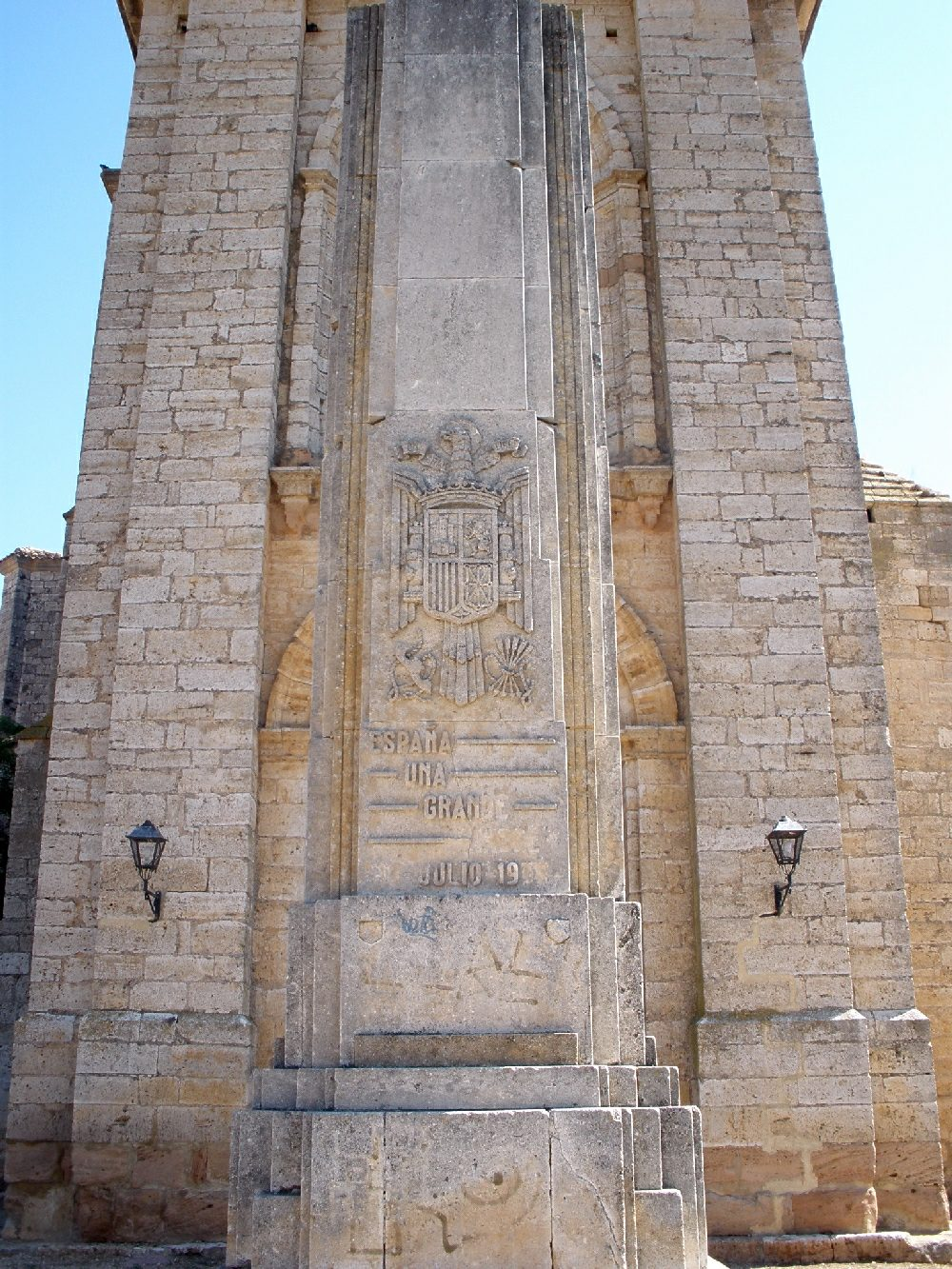
Pampliega, Burgos.
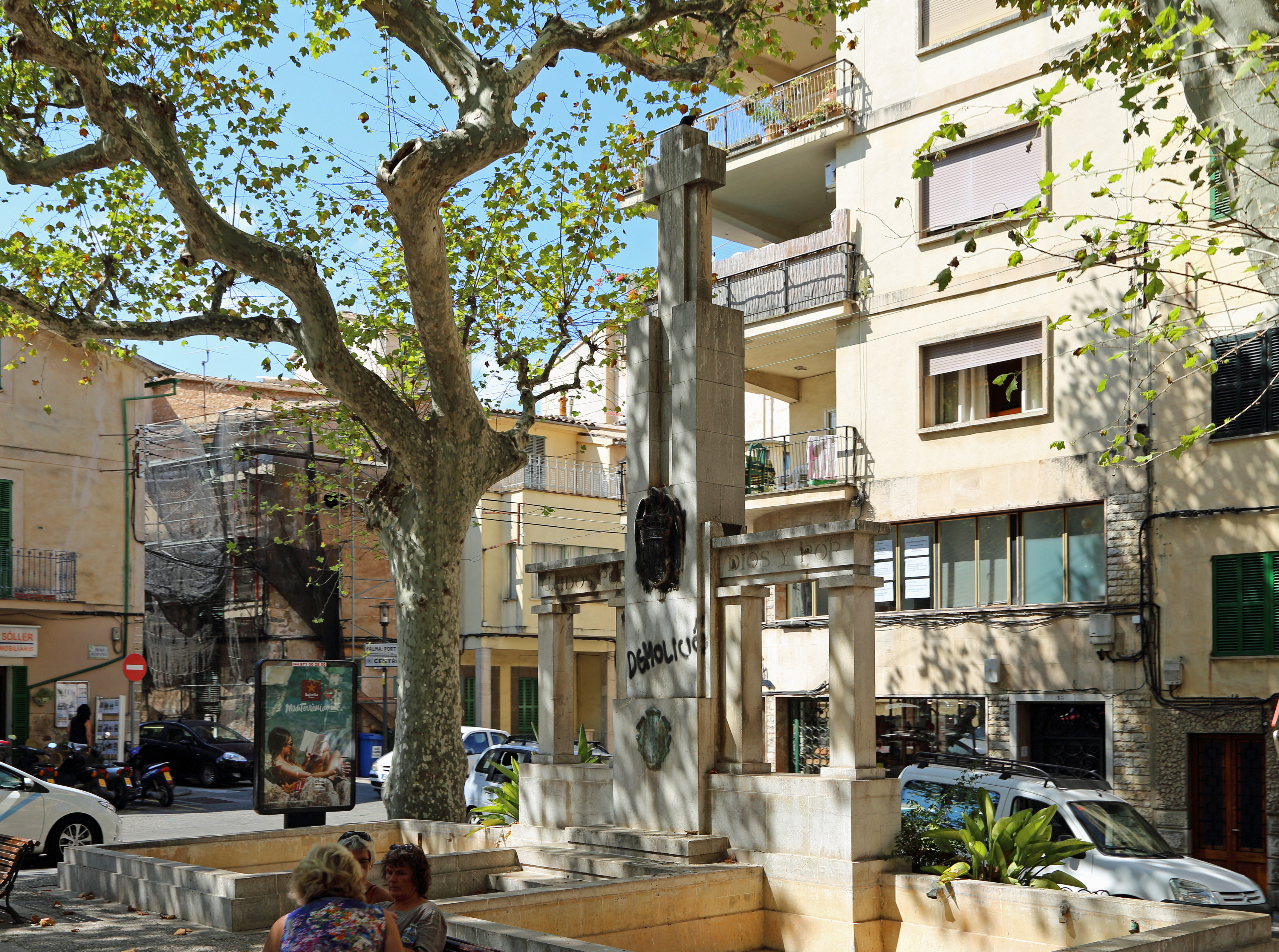
Sóller, Mallorca.
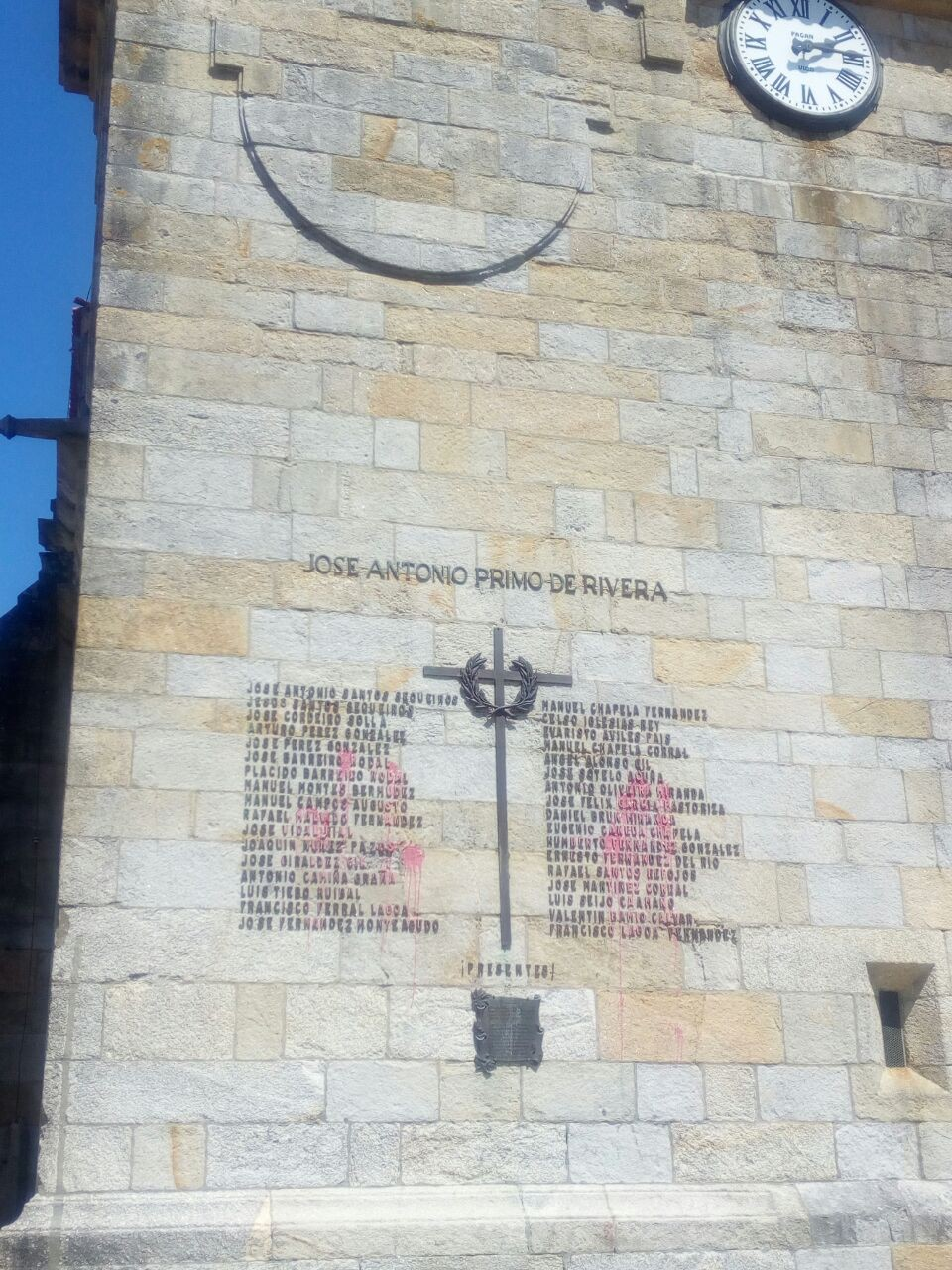
Provincia de Soria.

## Toponimia

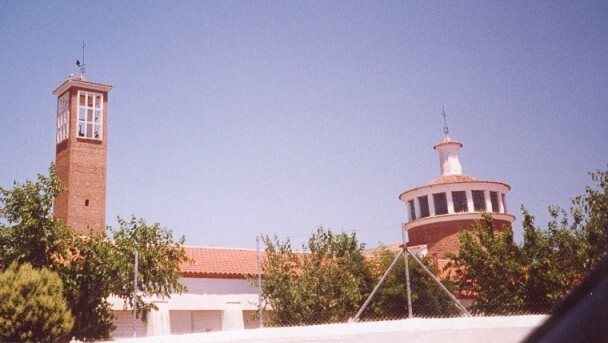
Alberche del Caudillo en la provincia Toledo (España).

En la actualidad cuatro localidades conservan el recuerdo de Francisco Franco en sus denominaciones oficiales: Llanos del Caudillo (Ciudad Real), Alberche del Caudillo (Toledo), Villafranco del Guadalhorce (Málaga) y Villafranco del Guadiana (Badajoz). Águeda, originalmente denominada como Águeda del Caudillo cambió de nombre en marzo de 2017 para cumplir con la Ley de Memoria Histórica, mientras que Guadiana, anteriormente Guadiana del Caudillo, cambió de forma oficial su nombre en 2020. 
Franco también quiso honrar a sus generales del bando nacional durante la guerra poniendo sus nombres a diversas localidades que aún conservan, como Alcocero de Mola (antes Alcocero, en la provincia de Burgos, donde se estrelló en 1937 el avión del general Mola), Quintanilla de Onésimo (antes Quintanilla de Abajo, en la provincia de Valladolid, en honor al fundador de las JONS, Onésimo Redondo) o San Leonardo de Yagüe (antes San Leonardo, en la provincia de Soria, por el capitán general Yagüe).

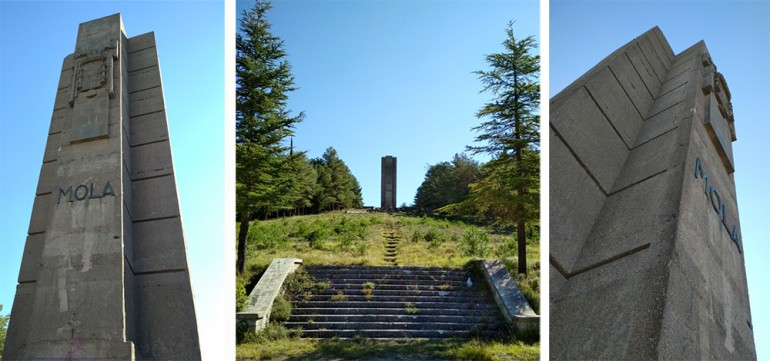
Monumento en honor del general Mola y sus cuatro acompañantes en el avión que se estrelló en 1937 en Alcocero de Mola, provincia de Burgos.

Otros pueblos y ciudades que mantuvieron nombres semejantes durante décadas en honor al dictador fueron El Ferrol del Caudillo desde 1938 a 1982 (ahora Ferrol, en La Coruña), Barbate de Franco desde 1940 a 1998 (ahora Barbate, en Cádiz), Bardena del Caudillo desde 1959 a 2008 (ahora Bardenas, perteneciente al municipio de Ejea de los Caballeros, en Zaragoza) y Villafranco del Delta –desde 1956 hasta 2003– (ahora Poblenou del Delta, pedanía de Amposta en Tarragona), aunque los retiraron tras la recuperación de la democracia.
El caso de Numancia de la Sagra (Toledo) es muy particular. Esta localidad se había denominado desde la Edad Media como Azaña (vocablo árabe-mozárabe que significa noria), pero hasta el inicio de la Guerra Civil coincidió con el primer apellido del segundo presidente de la Segunda República Española desde el 11 de mayo de 1936, Manuel Azaña, por lo que tras quedar en zona nacional después de julio de 1936 se decidió sustituirlo. Actualmente se llama Numancia por el regimiento que lo tomó y «la Sagra» por la comarca a la que pertenece.

## Nomenclátor del callejero

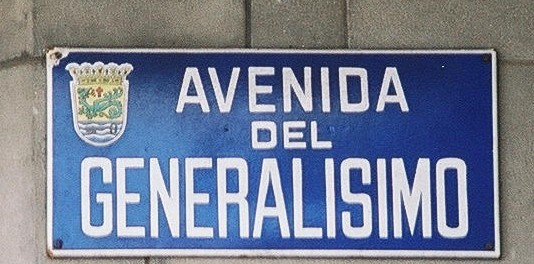
Placa de la Avenida del Generalísimo.

El recuerdo de Franco sigue presente también en los nombres de calles, plazas y avenidas de diversos pueblos y ciudades. También hay calles, avenidas y plazas en muchas de las ciudades y pueblos de España con nombres de generales del bando nacional durante la Guerra Civil, altos mandos militares como Mola, Sanjurjo, Moscardó, Yagüe, Millán Astray, etc. Fueron utilizados asimismo como iconos franquistas las efigies y nombres de personajes como José Antonio Primo de Rivera, Ramiro Ledesma, Onésimo Redondo, José Calvo Sotelo, etc., aunque su relación con el régimen de Franco no pudo ser personal —no les dio tiempo, ya que murieron antes o durante la guerra; el mismo José Antonio, que estaba encarcelado, se opuso al Alzamiento Nacional y a formar parte de la conspiración previa—.

## Monumentos

### El Arco de la Victoria

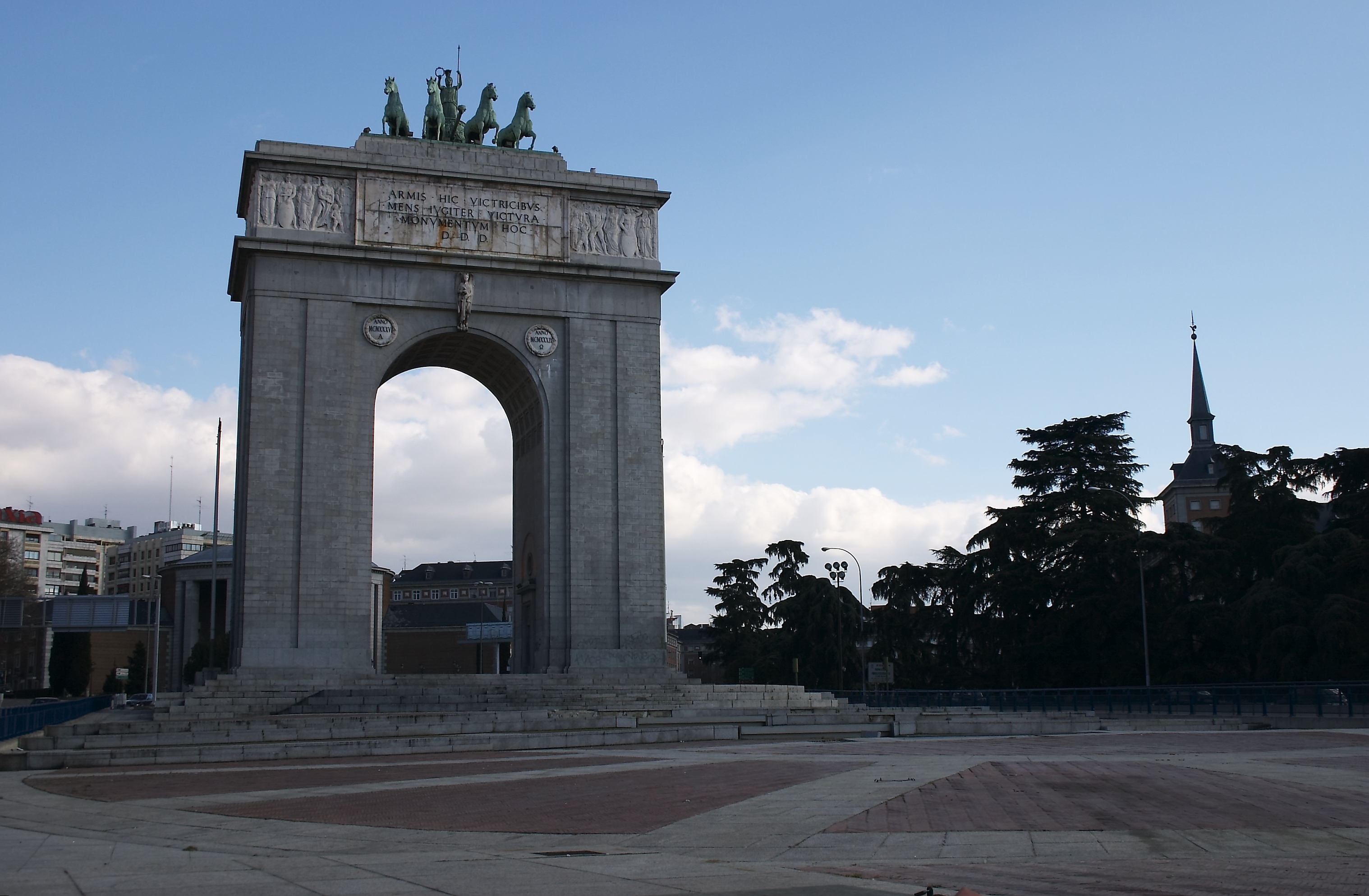
Arco de la Victoria (Madrid).

El Arco de la Victoria de Madrid (erróneamente denominado a veces «Puerta de la Moncloa» por tener cierta similitud con las puertas de Alcalá, Toledo, etc.) es un monumento construido entre 1953 y 1956 por orden de Francisco Franco como conmemoración de su victoria en la Guerra Civil. Está situado en el distrito de Moncloa-Aravaca y tiene casi 40 metros de altura. En su interior se encuentran diversos planos y una maqueta de la Ciudad Universitaria de Madrid (lugar en el que se desarrolló la batalla de la Ciudad Universitaria), a la que administrativamente pertenece. Tras él se encuentra el Edificio-monumento a los caídos por Madrid (en la actualidad el edificio en el que reside la Junta Municipal del Distrito de Moncloa - Aravaca).

### Monumento a los Caídos en Pamplona

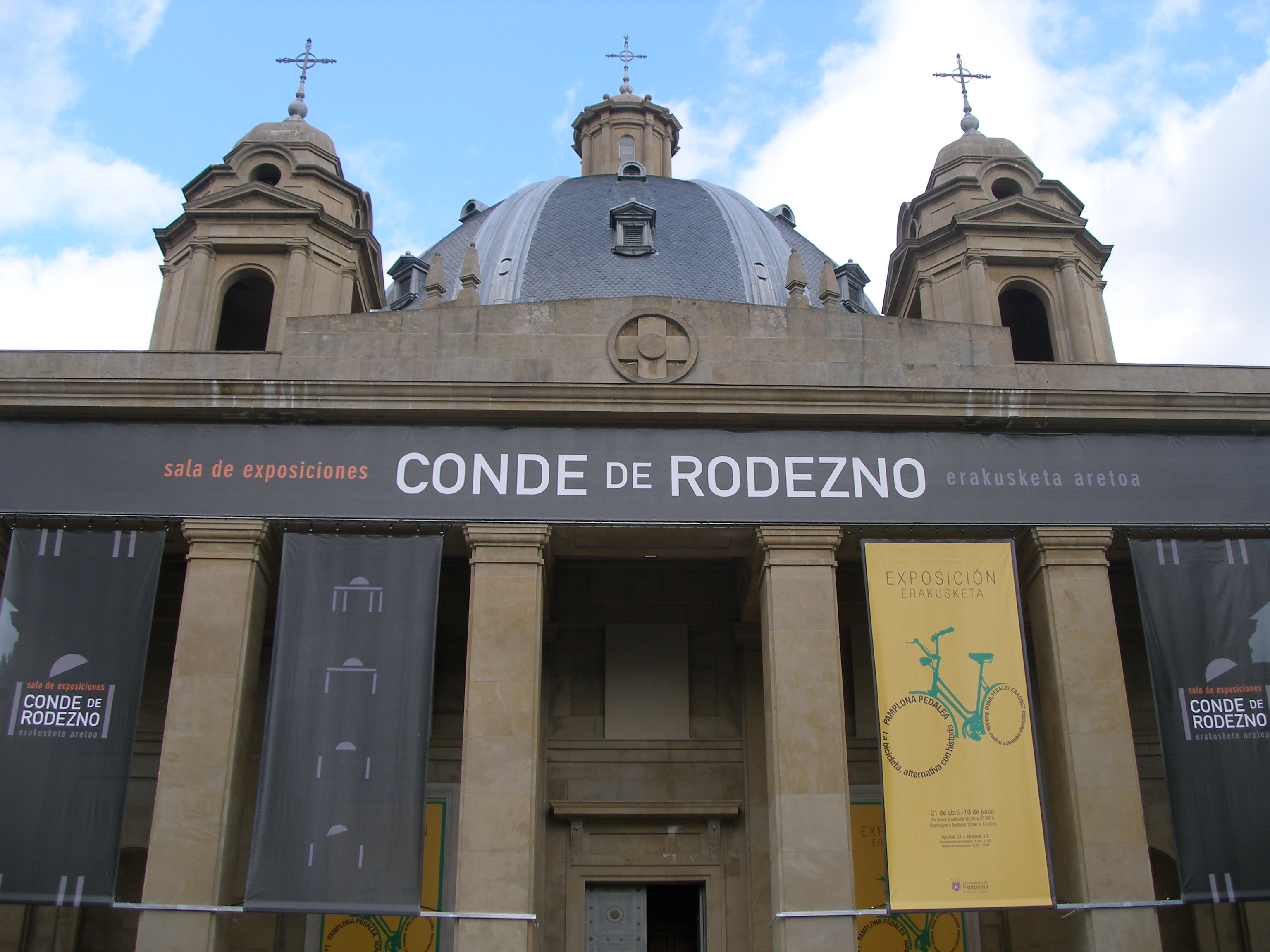
Monumento a los Caídos en Pamplona (España).

El popularmente conocido como Monumento a los Caídos, realmente Navarra a sus Muertos en la Cruzada, como figura en su fachada (en la actualidad denominado «Sala de Exposiciones Conde Rodezno»), es un edificio en memoria de los navarros fallecidos pertenecientes al bando nacional durante la Guerra Civil, que se encuentra en pleno centro de la ciudad de Pamplona, capital de la Comunidad Foral de Navarra y hoy día acoge pequeñas exposiciones municipales.
Según cifras oficiales murieron en combate 4540 navarros. De ellos 1766 eran soldados, 1700 requetés y 1074 falangistas.

### Monumentos militares
Franco tras la guerra mandó construir monumentos en forma de cruz, de monolito, altar, etc., para recordar acontecimientos importantes que sucedieron durante la contienda y durante algunas batallas o hechos señalados como la batalla de Belchite, la batalla del Ebro, las matanzas de Paracuellos, entre otros.

#### Cuartel de La Montaña

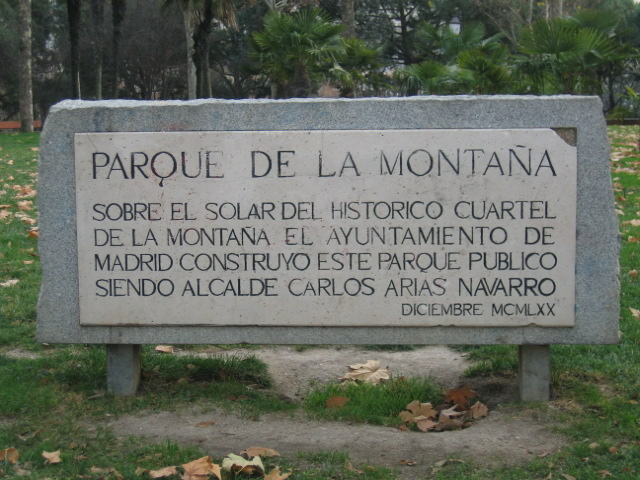
Placa conmemorativa.

El Cuartel de la Montaña fue una edificación militar de Madrid que alcanzó gran notoriedad por tratarse del lugar en el que se inició en la capital la sublevación militar de julio de 1936. 
Su relevancia proviene de su papel en la sublevación militar de 1936 en Madrid. El 19 de julio de 1936, el general Fanjul, militar sin mando de tropas en Madrid, pero encargado de la sublevación de la ciudad, entró, vestido de civil, en el cuartel de la Montaña. Sin embargo, en lugar de salir con las tropas para tomar los puntos vitales de la capital, proclamó simplemente el estado de guerra y se hizo fuerte junto con 1500 de sus hombres (de los que había unos 140 oficiales) y unos 180 falangistas en el Cuartel de la Montaña. 
Esa tarde, el cuartel fue rodeado por tropas leales al gobierno de la República, guardias de Asalto, civiles y milicias populares, pobremente armadas. Al amanecer del día 20, se inició el cañoneo del cuartel. Los sublevados sólo resistieron algunas horas. Las diferencias de opinión entre los propios sublevados llevaron a unos a enarbolar la bandera blanca mientras otros seguían disparando sobre los asaltantes. Cuando se utilizó la aviación contra ellos, el cuartel cayó, siendo prácticamente destruido. La entrada de las fuerzas asaltantes se tradujo en el asesinato de la mayor parte de la oficialidad (noventa de unos ciento cuarenta) y de los falangistas. Se contabilizaron entre 150 y 300 muertos. 
El edificio, que ya había quedado parcialmente destruido durante el asedio, recibió durante la guerra el impacto de numerosos proyectiles de artillería debido a su cercanía con la línea del frente, prácticamente estabilizada desde inicios de 1937. Hacia el final de la contienda era ya tan sólo un conjunto de ruinas irrecuperables, algunas de las cuales podían aún verse a principios de los años sesenta.
El parque del Cuartel de la Montaña fue inaugurado el 20 de julio de 1972 (con Franco todavía en el poder y Carlos Arias Navarro, futuro presidente del gobierno, como alcalde de Madrid). Incluye un monumento (también de 1972, realizado por Joaquín Vaquero Turcios) en recuerdo de los que murieron en su defensa, compuesto por una figura de bronce que representa el cuerpo de un hombre mutilado, colocada en el centro de un paredón construido en forma de sacos terreros.

#### Ruinas de Belchite

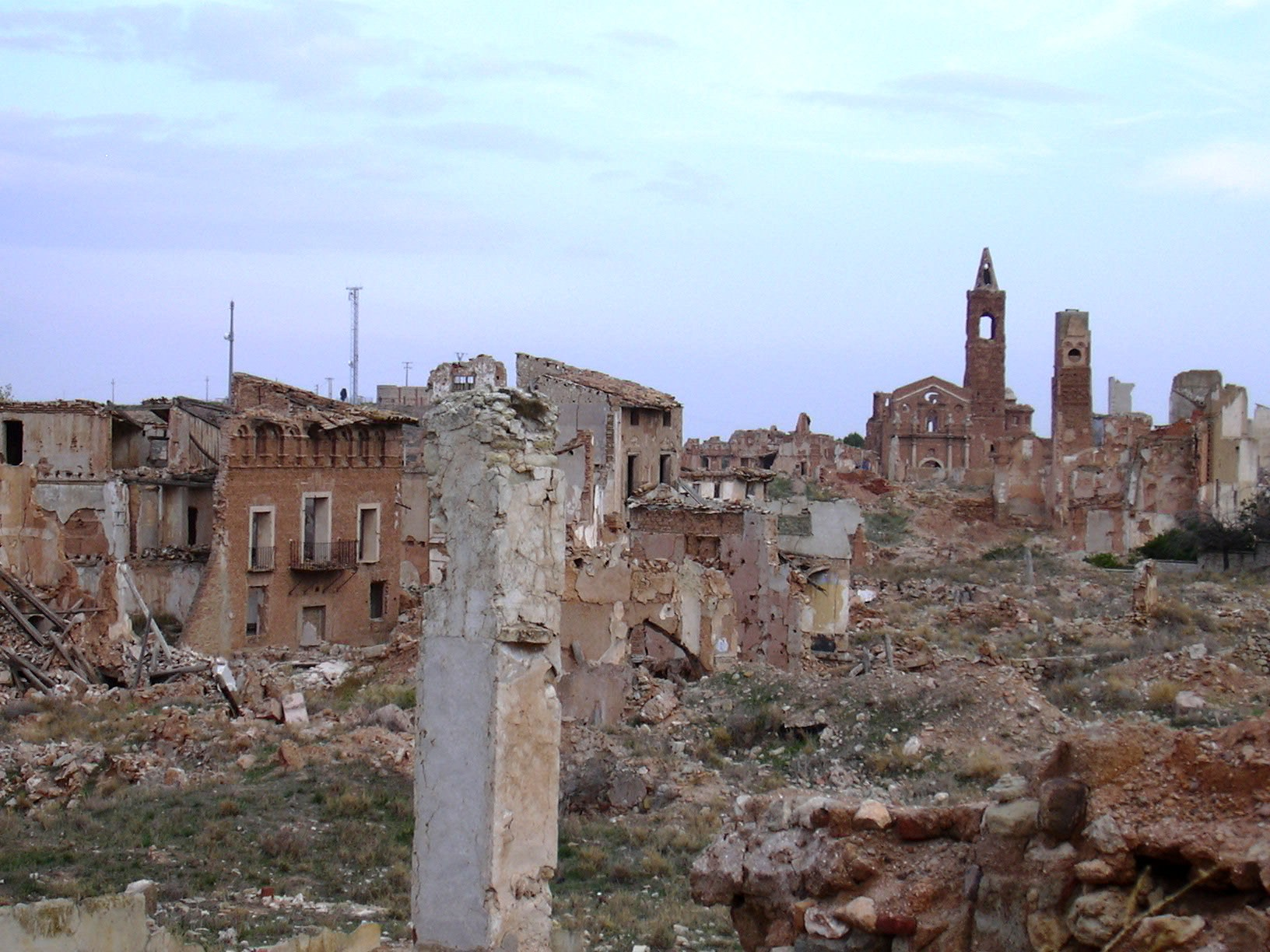
Ruinas de Belchite.

La batalla de Belchite fue una importante batalla durante la guerra civil española que transcurrió desde el 24 de agosto de 1937 hasta el 6 de septiembre del mismo año en los alrededores y en el mismo municipio de la provincia de Zaragoza. Tenía como objetivo desviar la atención del bando nacional del norte (que ya había tomado Santander) y ocupar la ciudad de Zaragoza, ya que se había extendido entre los altos mandos militares de la República la opinión de que era más importante tener ciudades en posesión que grandes territorios despoblados. Misma fue la intención de la ofensiva en el Suroeste de Madrid, pero tras el fracaso de Brunete decidieron tomar la iniciativa en Aragón.
La batalla se saldó con una derrota del bando nacional logrando el bando republicano tomar Belchite pero sin haber conseguido tomar Zaragoza. El pueblo quedó totalmente en ruinas, y tras la guerra Franco ordenó dejar el pueblo sin reconstruir como símbolo de lo acontecido en el lugar y ordenando levantar una inscripción con un fragmento de un discurso en torno al heroísmo belchiteño y el sacrificio entre otros del alcalde y de la mayoría de la gente del pueblo, fallecidos en combate.

#### Monumentos de la batalla del Ebro

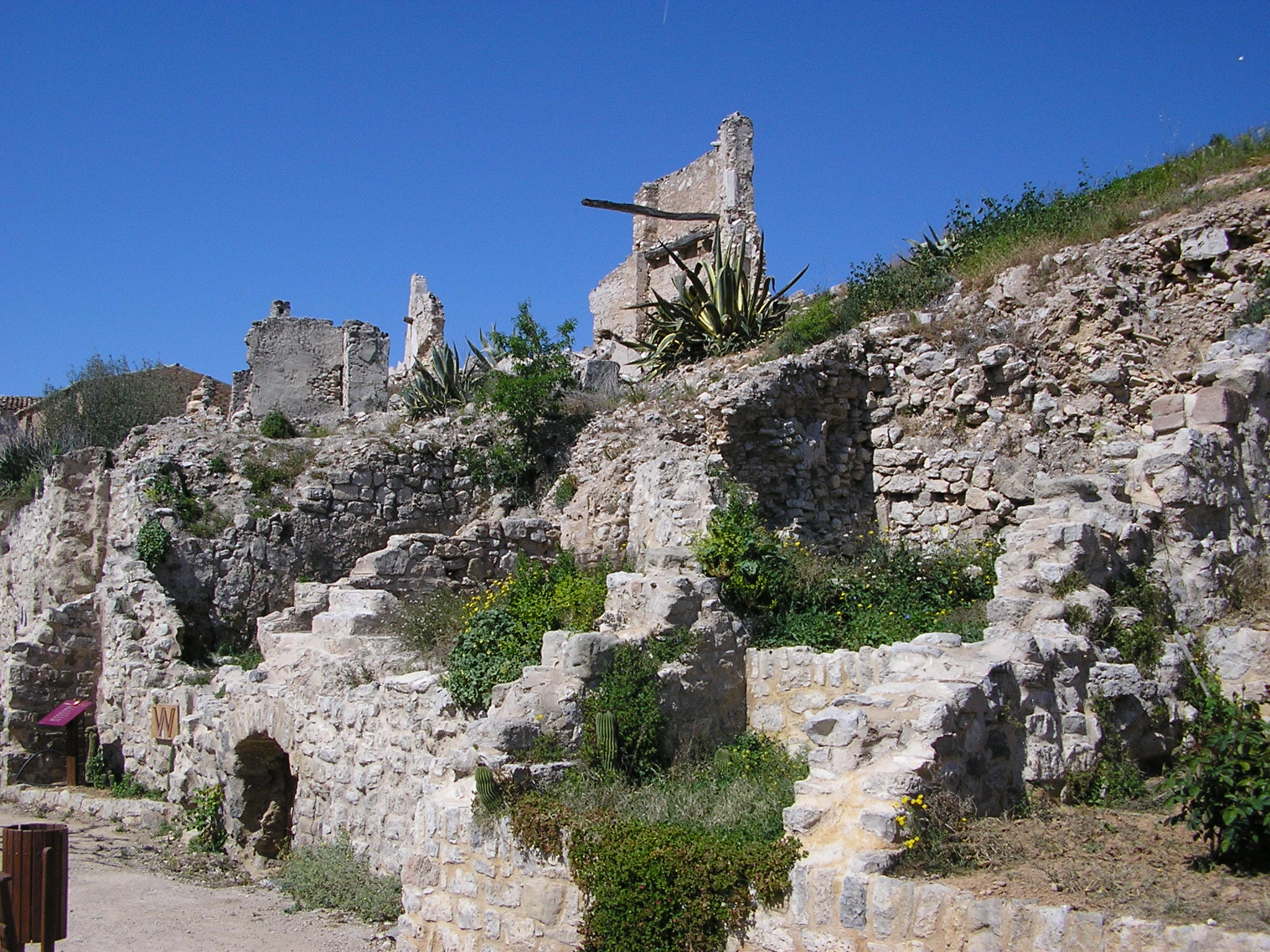
Ruinas de Corbera de Ebro.

En la margen izquierda del río Ebro es donde se libró la batalla más sangrienta de la Guerra Civil:
- El pueblo de Corbera de Ebro fue dejado tal y como había quedado tras la batalla, como recuerdo del general Franco a su victoria.
- En la cota 427 de Quatre Camins se erige una cruz de piedra en memoria del Tercio de Requetés de Nuestra Señora de Montserrat, unidad carlista del bando nacional formada por voluntarios catalanes que sufrió numerosas bajas en este escenario. En el pedestal está representada la cruz de San Andrés de color rojo.
- En la cota 481 se alza un monumento en Punta Targa por la hermandad del Tercio de Requetés de Nuestra Señora de Montserrat. La base del monumento es un osario donde reposan los restos de combatientes de ambos bandos.
- En el cruce entre la carretera de La Fatarella a Villalba de los Arcos hay un monolito levantado en memoria de los soldados de la 4.ª División de Navarra muertos en el frente del Ebro.
- En Coll del Moro, en las afueras de Gandesa, un monolito franquista del año 1953, para conmemorar la posición desde la cual Franco en persona dirigió la ofensiva final de la batalla. El monumento ha sido vandalizado con pintadas a favor y en contra del régimen franquista.
- En una de las crestas del Puig de l'Àliga, en las proximidades de Gandesa, existe otro monumento que ha perdido la inscripción original con el paso del tiempo.
- En Prat de Compte hay una cruz enfrente del colegio en memoria de los Caídos por Dios y por España.

#### Monumento a las Matanzas de Paracuellos

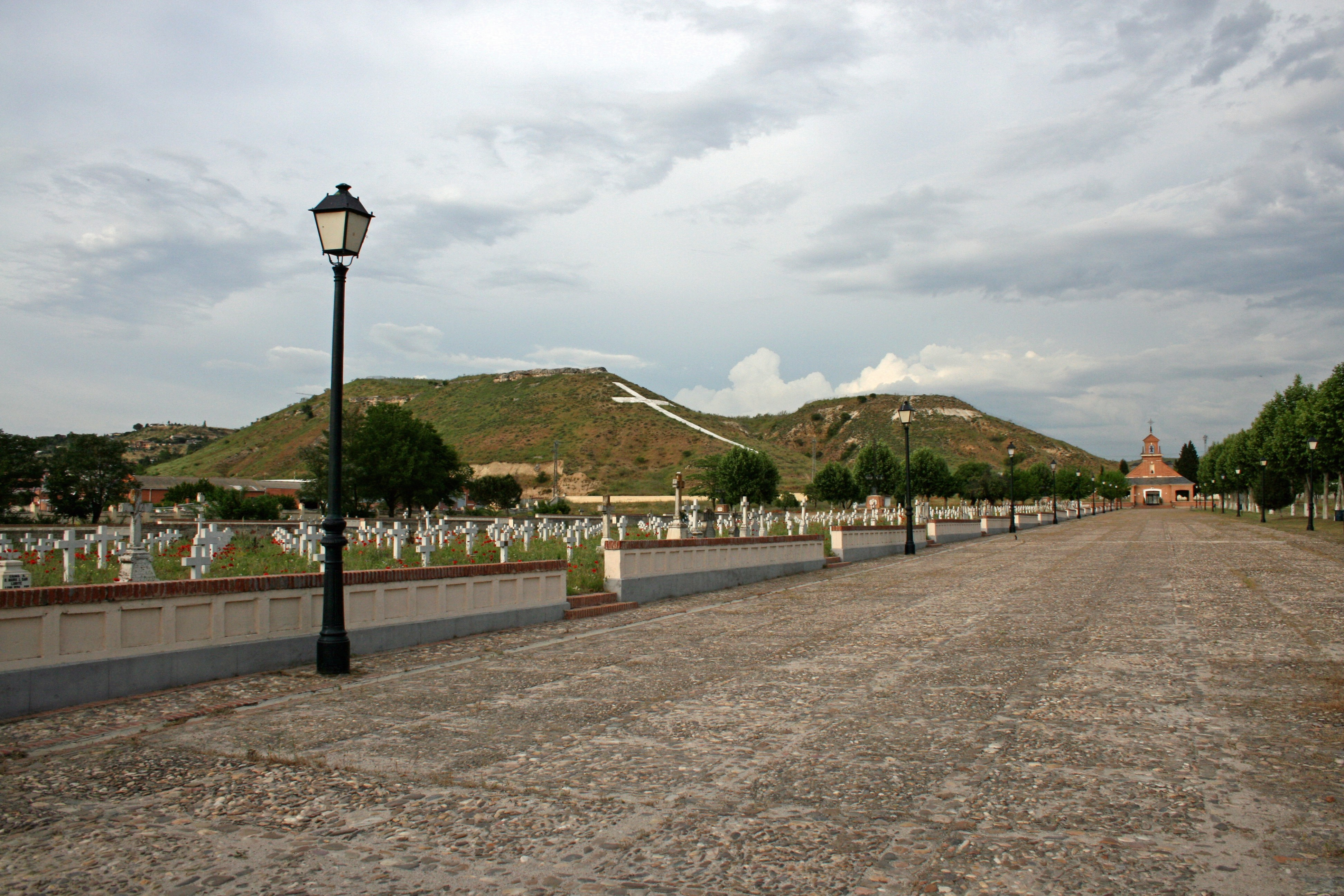
Vista del cementerio de Paracuellos. Al fondo la cruz blanca dibujada en el suelo de la colina.

Se conocen como matanzas de Paracuellos los episodios organizados de asesinato masivo e indiscriminado de varios miles de prisioneros, considerados opuestos al bando republicano, ocurridos durante la batalla de Madrid de la guerra civil española, en los parajes del arroyo de San José, en el municipio de Paracuellos de Jarama, y de Soto de Aldovea, en el término de Torrejón de Ardoz, próximos a la capital española.
El monumento es una cruz blanca de grandes dimensiones cercano al río Jarama en la ladera del cerro de San Miguel y es visible desde el aeropuerto de Madrid-Barajas. Fue uno de los lugares donde ocurrieron estos episodios de represión de la Guerra Civil y fue erigido en recuerdo y memoria de los asesinados.

#### El Alcázar de Toledo

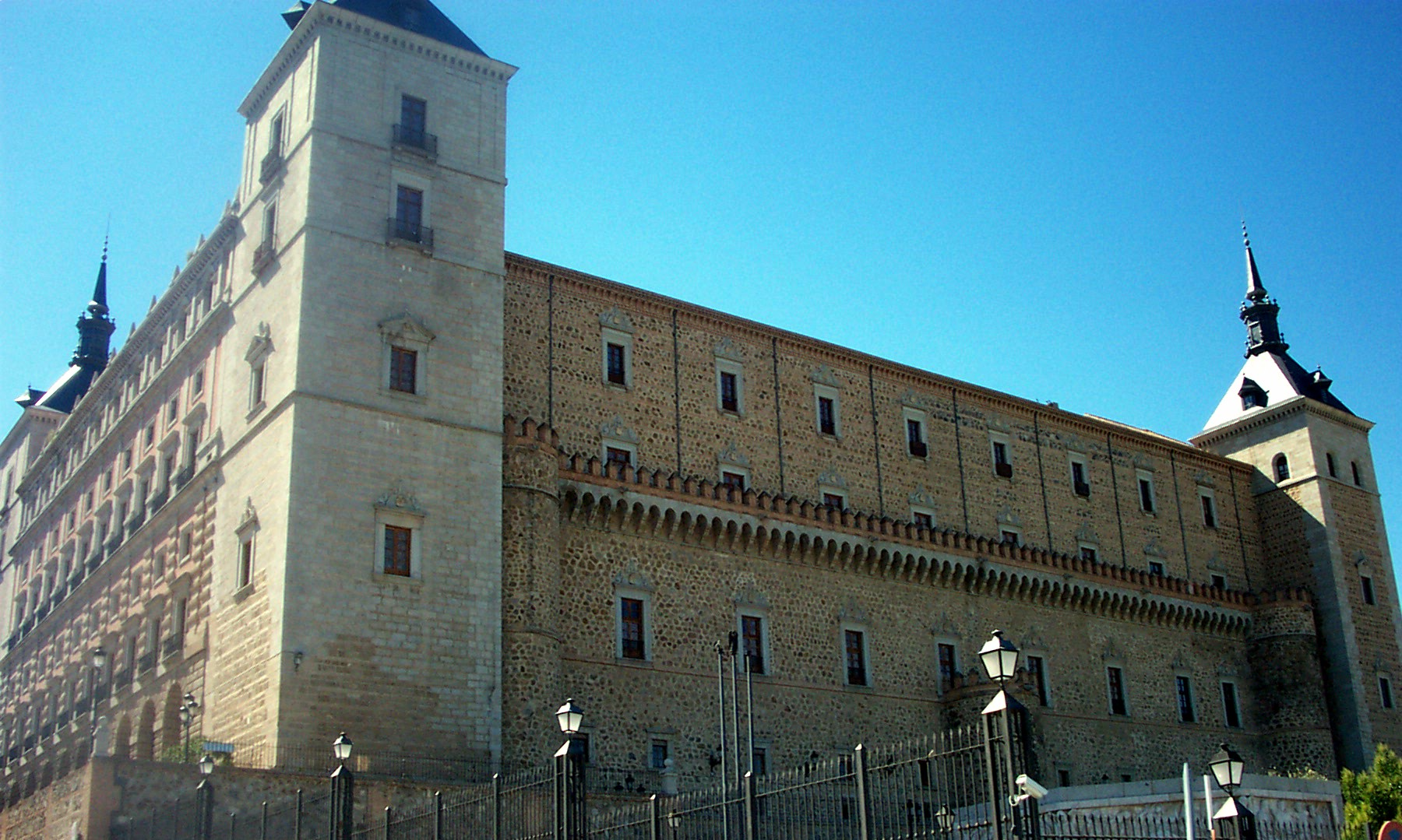
Alcázar de Toledo.

El Alcázar de Toledo es una fortificación sobre rocas, ubicada en la parte más alta de la ciudad de Toledo, dominando toda la ciudad. En el siglo III fue un palacio romano. Fue restaurado durante el mandato de Alfonso VI y Alfonso X y modificado en 1535.
Durante la Guerra Civil fue utilizado por el entonces coronel José Moscardó, que lideraba la sublevación en Toledo, como punto defensivo y de resistencia y destruido totalmente por las tropas leales a la II República Española durante el asedio, que duró setenta días, del 22 de julio al 27 de septiembre de 1936. Posteriormente fue reconstruido y actualmente, desde 1998, alberga la Biblioteca de Castilla-La Mancha y desde 2010 también el Museo del Ejército.
Este asedio y liberación fueron hábilmente utilizados por Francisco Franco para asegurar su predominio entre sus propias filas, y que dio nombre al principal periódico ultra El Alcázar, que aunque en principio era un diario convencional nominado así por lo emblemático de toda su historia.

#### Monumento a las víctimas del cruceroBaleares

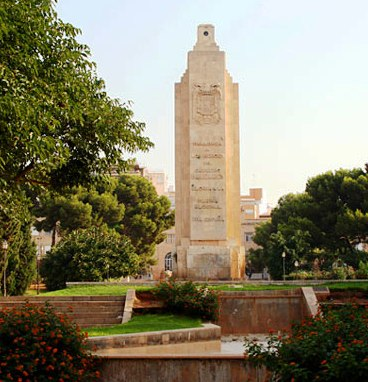
Monumento a los caídos del crucero Baleares

El Monumento a las víctimas del crucero Baleares se encuentra en el Parque de la Feixina de Palma (Mallorca, Islas Baleares). Hasta 2010 aparecía el escudo de España durante el franquismo y debajo esta inscripción:

MALLORCA

A

LOS HÉROES

DEL

CRUCERO

BALEARES

GLORIA A LA

MARINA

NACIONAL

VIVA ESPAÑA

### Monumentos religiosos
Al ser la defensa del catolicismo una de las principales justificaciones de la Guerra Civil (calificada de Cruzada por el clero) y de la propia legitimidad de Franco (calificado de hombre providencial), resultaba extraordinariamente útil y de gran repercusión social la apropiación de la simbología cristiana por el régimen franquista. El Caudillo entraba en las iglesias bajo palio en actos solemnes; reclamó el brazo incorrupto de santa Teresa de Jesús para su dormitorio conyugal. Se realizó un amplio programa de reconstrucciones de edificios religiosos, y de construcciones de nueva planta. Uno de los actos simbólicos más visuales de toda la Guerra había sido el trazo de una cruz en la arena de la playa de Vinaroz, el 15 de abril de 1938, el momento en que se partía en dos la zona republicana.

#### El Valle de los Caídos

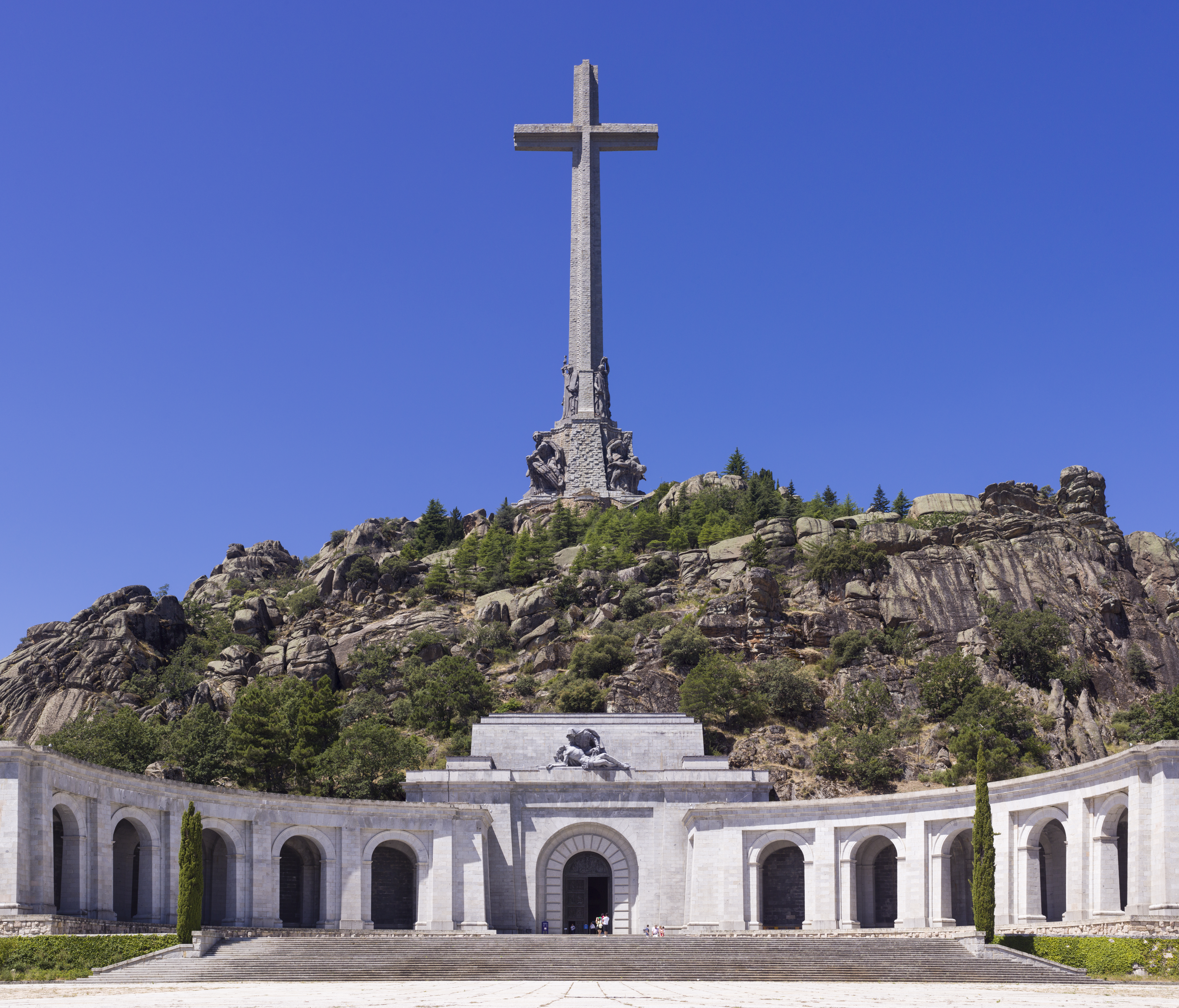
El Valle de los Caídos.

Franco fue el que ordenó la construcción de este mausoleo, donde se enterró a José Antonio Primo de Rivera después de un traslado a hombros desde Alicante a San Lorenzo de El Escorial, símbolo de la memoria de la monarquía hispánica, con otros 33 872 combatientes de ambos bandos en la Guerra Civil. Franco a su muerte también sería enterrado allí.
Según el decreto fundacional de 1 de abril de 1940, el monumento y la basílica se construyeron para

...perpetuar la memoria de los caídos de nuestra gloriosa Cruzada [...] La dimensión de nuestra Cruzada, los heroicos sacrificios que la Victoria encierra y la trascendencia que ha tenido para el futuro de España esta epopeya, no pueden quedar perpetuados por los sencillos monumentos con los que suelen conmemorarse en villas y ciudades los hechos salientes de nuestra historia y los episodios gloriosos de sus hijos.

#### Sagrado Corazón de Jesús

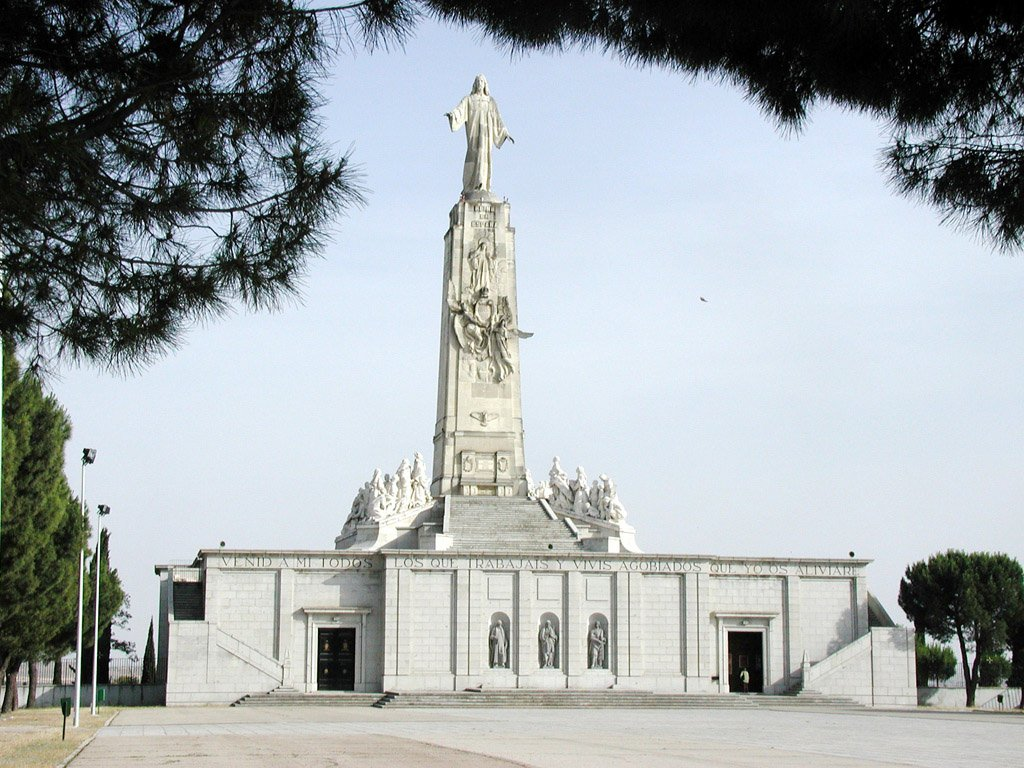
Monumento al Sagrado Corazón de Jesús en el Cerro de los Ángeles, Getafe, España.

El cerro de los Ángeles es el centro geográfico de la península ibérica. En el verano de 1936, milicianos republicanos fusilaron la imagen de Jesús y dinamitaron el monumento del Sagrado Corazón de Jesús reduciéndolo a ruinas. Después de la Guerra Civil, el Gobierno franquista dio orden de construir un nuevo monumento, réplica del anterior, que comenzó a edificarse en 1944.
Este nuevo monumento fue inaugurado en el año 1965 y diez años más tarde se inauguraba también la cripta, obra no existente en el proyecto anterior. El monumento muestra a Cristo, con los brazos abiertos, invitando a todos los hombres a ir hacia Él. Está rematado con la leyenda Reino en España.
Lo que quedó del anterior monumento (la base y el arranque del pedestal) se conserva. El nuevo monumento se levantó a unas decenas de metros del anterior, formando una explanada entre ambos monumentos.

## Fechas simbólicas
El régimen franquista estableció numerosas conmemoraciones anuales con el propósito de perpetuar los mitos fundacionales del nuevo Estado y la división entre vencedores y vencidos:
- Día del «Glorioso Alzamiento Nacional»: 18 de julio;
- Día de la Liberación (específico para cada localidad);
- Día de la Victoria (1 de abril);
- Día de la Unificación (19 de abril);[61]
- Día del Caudillo (1 de octubre);
- Día de la Raza (12 de octubre);
- Día de los Caídos y la Fundación de la Falange (29 de octubre);
- Día del Dolor por la muerte de José Antonio (20 de noviembre).

Además, se establecieron algunas fiestas oficiales universitarias:
- Día de la fundación del SEU: 21 de noviembre;
- Día del Estudiante Caído: 9 de febrero.

### 18 de julio: Día del «Glorioso Alzamiento Nacional»

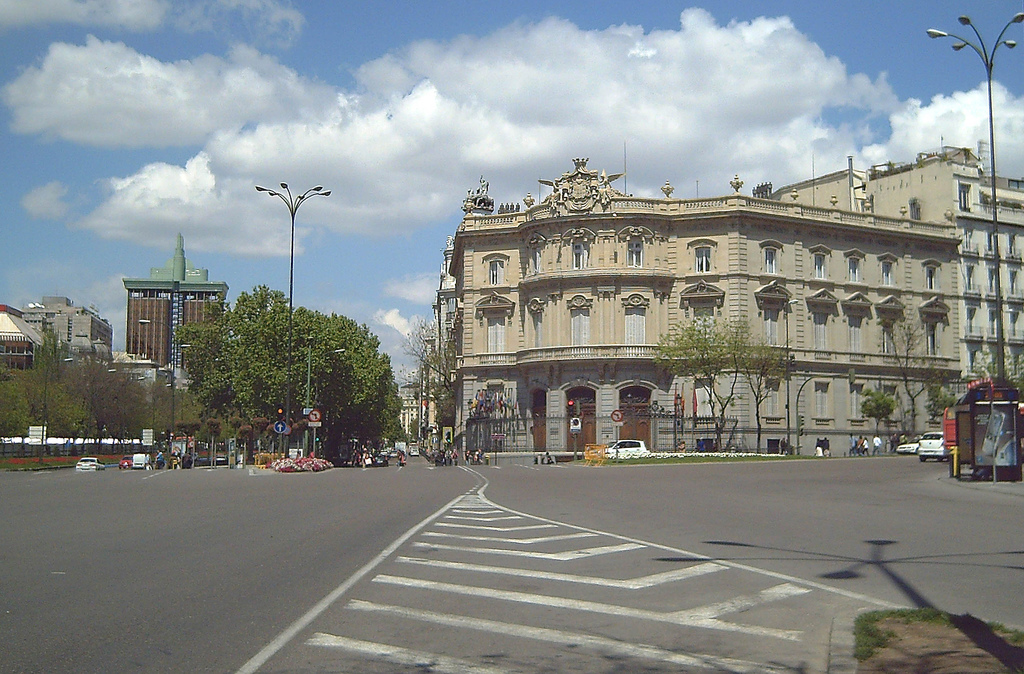
Vista actual del paseo de Recoletos desde la plaza de Cibeles (Madrid), escenario de los «Desfiles de la Victoria» cada 18 de julio, día de la Fiesta Nacional durante el franquismo. El lugar era marcadamente representativo por acoger las sedes de instituciones oficiales (Ministerio del Ejército –hoy Cuartel General del Ejército–, Ministerio de Marina –hoy Cuartel General de la Armada–, Banco de España, Palacio de Comunicaciones) y de los bancos más importantes.

Las referencias a la fecha de la sublevación militar que dio origen a la guerra civil (18 de julio de 1936) eran constantes, y se designaba al propio sistema político con el nombre de «régimen del 18 de julio». Se hablaba de los «hombres del 18 de julio» para designar a los que habían intervenido en el llamado «Alzamiento Nacional» y distinguirlos de los militares o políticos de las siguientes generaciones; o del «espíritu del 18 de julio» para referirse a su ideología, plasmada en los «Principios Fundamentales del Movimiento Nacional», parte inamovible de las Leyes Fundamentales, cuya jura era obligatoria para ejercer cualquier función pública, desde las subalternas hasta los más altos cargos.
La fecha elegida como fiesta nacional oficial fue el 18 de julio, en que se celebraban las recepciones en las embajadas españolas en el extranjero. Se sustituyó así la celebración del día 14 de abril ("día de la República", en conmemoración de su proclamación en 1931); y conjuntamente, la celebración del día 1 de mayo como fiesta del trabajo (vinculada a las reivindicaciones del movimiento obrero). El Fuero del Trabajo estableció que el 18 de julio fuera la "fiesta de exaltación del trabajo". Posteriormente, desde 1958, y con el nombre de festividad de San José Obrero (instaurada por la Iglesia católica en 1955), se volvió a celebrar el primero de mayo, estableciéndose para ello unas "demostraciones sindicales" en forma de ejercicios coreográficos y gimnásticos de grandes masas de trabajadores, presididas por Franco desde el palco del Estadio Santiago Bernabéu.
Como acto principal de la celebración del 18 de julio, en un trazado fijado en el paseo de Recoletos y paseo de la Castellana de Madrid (el tramo final se había rebautizado como avenida del Generalísimo), tenía lugar el Desfile de la Victoria, conmemorativo del primero, en 1939, a los pocos meses de terminar la guerra. Desde 1976, ya con la monarquía de Juan Carlos I, se cambió la fecha al 12 de octubre, Día de la Hispanidad, y la denominación pasó a ser Día de las Fuerzas Armadas y Desfile de las Fuerzas Armadas.
Para propiciar la adhesión o al menos la satisfacción popular se estableció una «paga extraordinaria del 18 de julio» como gratificación obligatoria a añadir a todos los salarios. Durante la Transición se mantuvo, pero desplazada al mes de junio, con la excusa de conmemorar la onomástica del rey (San Juan).

### 20 de noviembre, Plaza de Oriente

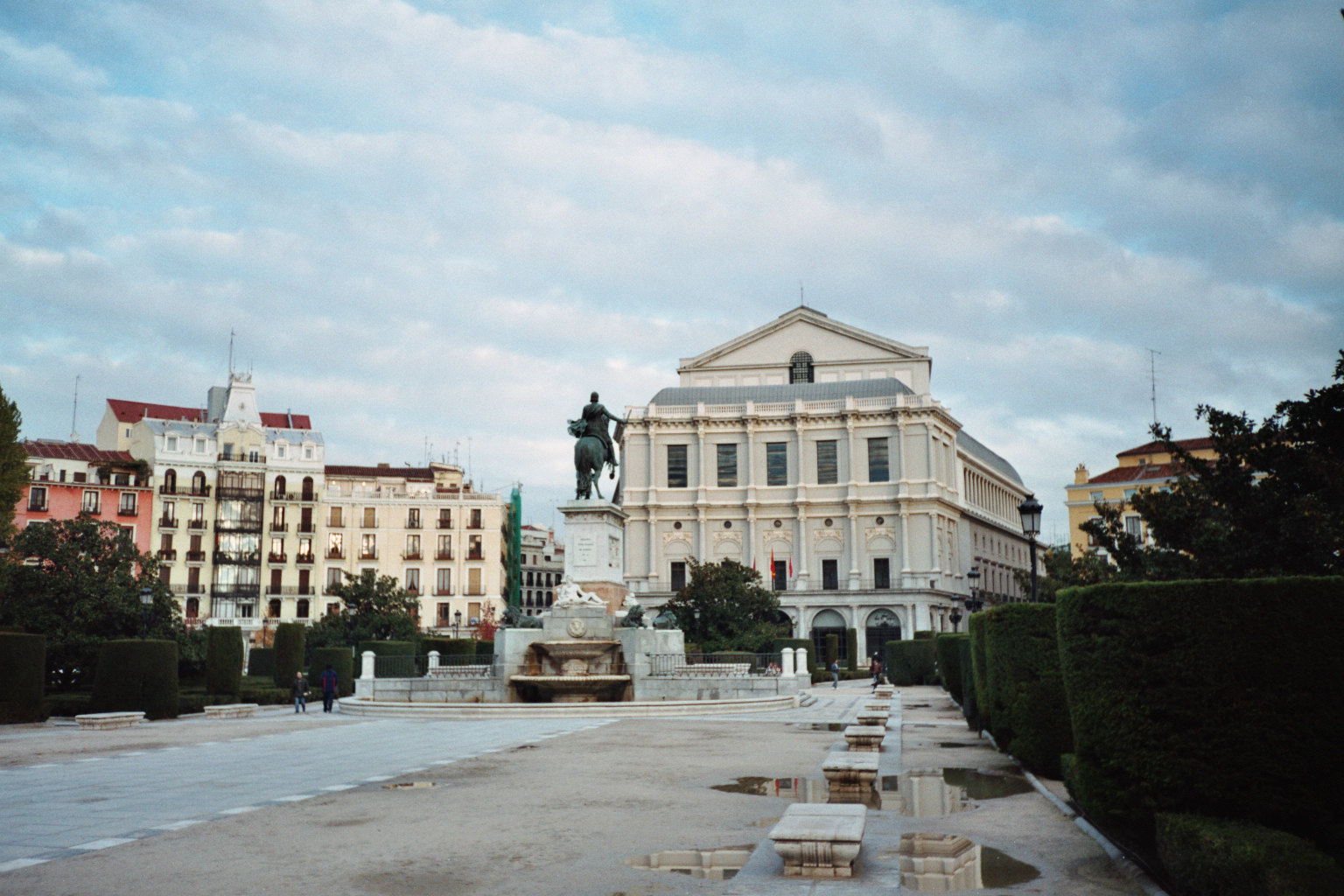
Vista de la Plaza de Oriente de Madrid con el Teatro Real al fondo, lugar de manifestaciones de vindicación del régimen franquista.

El simbolismo de la fecha comenzó con el fusilamiento de José Antonio (20 de noviembre de 1936), que pasó a llamarse «Día del dolor». Para el otro bando en la guerra había sido también el día de la muerte del dirigente anarquista Buenaventura Durruti. Curiosamente (aunque se especula con la posibilidad de que los médicos prolongaran artificialmente su vida con ese propósito) coincidió con la fecha de la muerte de Franco (20 de noviembre de 1975) y a partir de entonces con las convocatorias anuales de manifestaciones de los grupos ultraderechistas (Fuerza Nueva, Confederación Nacional de Excombatientes) que reivindican la herencia del franquismo, bajo ese lema. La elección para ello de la plaza de Oriente de Madrid se hizo para marcar la continuidad con el espacio privilegiado que había acogido manifestaciones multitudinarias en vida de Franco, siendo famosa la que se convocó para recibir a Evita Perón (1947) o las que pretendían demostrar la adhesión popular al Caudillo con motivo de los principales episodios de aislamiento internacional, la última, tras los fusilamientos del 27 de septiembre de 1975, el 1 de octubre del mismo año.
En años posteriores, se eligió esta fecha para realizar atentados mortales contra Santiago Brouard (1984) y posteriormente contra Josu Muguruza (1989), destacados miembros de Herri Batasuna, la vertiente política del grupo terrorista ETA. En el primer caso fue obra del GAL, en el segundo caso no se pudo demostrar dicha conexión. Desde entonces se han venido atribuyendo, y utilizando en el debate político y mediático, a terrorismo de Estado, a elementos de alguna manera conectados con el Ministerio de Interior (en aquel momento con gobiernos del PSOE) o a grupos o elementos de extrema derecha.

### 1 de octubre
El primero de octubre de ese año de 1975 coincidió con el 39 aniversario de la proclamación de Franco como Jefe de Estado por los militares sublevados en 1936 (la expresión literal era «exaltación a la Jefatura del Estado»).
El mismo día de la manifestación un grupo terrorista de extrema izquierda cometió su primer atentado mortal, tras lo que se bautizó como GRAPO (Grupos de Resistencia Antifascista Primero de Octubre) en referencia a ese día.

### 4 de marzo
La fecha hace referencia al acto que tuvo lugar el 4 de marzo de 1934 en el teatro Calderón de Valladolid, cuando las Juntas de Ofensiva Nacional-Sindicalista (JONS) de Onésimo Redondo y Ramiro Ledesma se fusionaron con la Falange Española de José Antonio Primo de Rivera dando como resultado Falange Española de las JONS. En la ciudad de Valladolid existe un barrio que conmemora la fecha: Cuatro de Marzo, inaugurado el 29 de octubre de 1959 por Francisco Franco.